# Château de Dampierre-sur-Boutonne
Pour les articles homonymes, voir Château de Dampierre (homonymie).
Le château de Dampierre est situé dans le petit village de Dampierre-sur-Boutonne en Charente-Maritime.
Il a fait l’objet d’un classement au titre des monuments historiques en 1926 et d'une inscription en 1990 pour les communs, ponts, murs d'enceinte et douves.

## Historique
En 995, sur les hauts de Dampierre existait le Chatel Gaillard dont Adalbert était le Seigneur. Le château primitif puis le château féodal étaient sur le tertre où se trouve au XXe siècle l'église romane.
En 1027, Pétronille, fille d'Adalbert, apporte en dot la seigneurie de Dampierre à Hugues Maingot, issu d'une puissante famille de Surgères. En 1342, à la mort du dernier Maingot sans descendance, Dampierre revient à sa sœur Jeanne, veuve de Jean Larchevêque, seigneur de Parthenay, remariée avec Aymard de Clermont, de la Maison de Clermont-Tonnerre. Cette famille conservera le château jusqu'en 1598.
En 1373, Du Guesclin arrache la forteresse plantagenêt aux Anglais.
En 1495, la baronnie de Dampierre se sépare de celle de Surgères ; François de Clermont, de retour des guerres d'Italie, entreprend la construction du château Renaissance sur deux îles de la Boutonne, qui est terminé vers 1475.
Son petit-fils Claude, premier gentilhomme de la Chambre du Roi, épouse Jeanne de Vivonne, fille du sénéchal du Poitou, gouverneur du Dauphin, et, disgracié, meurt en 1545. Après son décès, sa veuve, Jeanne de Vivonne, qui est la sœur du fameux La Châtaigneraye, modifie entre 1545 et 1550 le château fort par l'ajout de deux galeries superposées à l'italienne, joyau de la Renaissance avec sa voûte à caissons au décor emblématique et alchimique, au chiffre d'Henri II, ce chiffre à double lecture, H + C ou H + D. Il faut rappeler à ce propos qu'un cousin des Clermont de Dampierre, Antoine III de Clermont, a épousé la sœur de Diane de Poitiers. 
Sa fille Claude-Catherine, épouse en premières noces en 1561 Jean d'Annebault, baron de Retz, seigneur de Machecoul et fils de l'amiral de France Claude d'Annebault, dernier favori de François Ier. Après la mort prématurée de son premier mari, elle épouse en deuxièmes noces à Cognac en 1565 Albert de Gondi, premier gentilhomme de la Chambre de Charles IX de France, gouverneur de Metz, ambassadeur, maréchal de France, duc et pair. Retz a été érigé en duché-pairie en sa faveur par Henri III en 1581, de sorte que son épouse est surtout connue comme la duchesse de Retz. Elle est restée célèbre pour le salon qu'elle a tenu à Paris à partir de 1570.
Dans l'hiver 1539, François Ier - né à Cognac - y couche après une chasse en forêt de Chizé.
Dans la nuit du 22 janvier 1586, le château est assiégé par les protestants mais sauvé par l'arrivée du gouverneur Malicorne, qui fait pendre les assaillants.
Le 4 mai 1587, il est pris par Condé et pillé pour venger la destruction du château de Marcoussis, propriété de l'épouse de Condé, par Gondi.
En 1599, le château est vendu à un certain David Fourré, qui rase une partie des bâtiments fermant la cour transformée en jardin, et crée la terrasse Ouest, ornée de balustres en pierre ; sa famille le conservera jusqu'en 1712.
En 1752, il est acheté par le marquis Philippe-Christophe-Amateur de Gallifet, ancêtre d'un général du Second Empire.
En 1789, les châtelains émigrent et les bassins-miroirs sont comblés (restaurés au prix de grands travaux terminés en 2000).
En 1793, les portes du château sont forcées et « trois pleins tombereaux d'archives » sont brûlés sur la place du village ; bien national, il est vendu le 8 avril 1795 pour 100 000 francs au cultivateur Dubois qui paie son achat avec deux barriques d'eau-de-vie, quelques assignats et les plombs du toit.
Revendu, vers 1840, des travaux importants y sont réalisés (tour nord, aménagements intérieurs dont un escalier de style XVIIe) ; il est acquis en 1851 par la famille Rabault-Texier-Hédelin qui entreprend de le restaurer, le remeubler, l'animer et enfin de reconstituer le cadre insulaire de ses jardins dans l'esprit de la renaissance italienne. Depuis 2017, avec la famille Kientz-Pfister-Grunhertz, une nouvelle génération a repris le flambeau.
Le château, ses communs, les douves, les murs d'enceinte entourant les îles et les ponts sont classés Monument historique le 18 mai 1926. Il est en 1926 le premier château privé du département ouvert au public ; il est alors restauré, décoré et meublé (certaines boiseries proviennent du château voisin de Mornay). Saccagé et partiellement incendié en 1944 par les troupes d'occupation, il est à nouveau remis en état. Puis, la galerie alchimique et les fondations qui étaient en très mauvais état ont été restaurées et consolidées avec de nouveaux procédés entre 1982 et 1992. 
Les deux îles, pouvant contenir des vestiges archéologiques, ont été inscrites monument historique le 21 septembre 1990.
Le 30 août 2002, le château souffrit d'un incendie violent qui détruisit entièrement la charpente et la couverture. Seul 80 % du mobilier a pu être sauvé par les pompiers et les Dampierrois qui ont aidé à mettre les meubles en sécurité. Malgré ce sinistre, le site du château est toujours resté ouvert au public. En 2004, la plasticienne Ghislaine Escande, utilisant le travail du feu et les restes de la bibliothèque calcinée, réalisa à l'intérieur du château en restauration une création artistique in situ, Reliques et renouveau, aujourd'hui exposé dans l'escalier dit "escalier des Valois". Le château est ouvert tout au long de l'année à la visite et accueille du printemps à l'automne de multiples manifestations, concerts, expositions organisés grâce à l'association des amis du château de Dampierre-sur-Boutonne (ACDB).

## Architecture
Bâti sur une île de la Boutonne, le château a été modifié à la fin du XVe siècle et la galerie a été ajoutée en 1550. Il s'inscrit dans la Renaissance française, fortement influencée par l'Italie. Ce nouveau style a été choisi par François de Clermont, de retour d'Italie, et accentué par sa petite-fille Jeanne de Vivonne.
Par un pont, on accède à la cour avec en face la façade de la Renaissance et ses deux galeries superposées, aux cinq arcades reposant sur des piliers massifs. Ce corps de logis au toit à deux pans est flanqué de deux tours à créneaux et mâchicoulis coiffées de toitures « en poivrière », recouvertes elles aussi d'ardoises, vestiges du château fort d'origine. La façade qui les relie présente peu de fenêtres et l'étroite terrasse est baignée par la Boutonne.

## Galerie au décor alchimique
La galerie de l'étage, unique, est remarquable par l'iconographie des sculptures de ses 93 caissons aux 128 clefs pendantes, et son ouverture en cinq arcades surbaissées Conçue par Jeanne de Vivonne, cette galerie transforme la demeure féodale alors plutôt banale en un recueils d'emblèmes alchimiques en trois dimensions : les frises de façade, si délicates, en sont les ornements, et les caissons décorés de la galerie les symboles du grand œuvre, témoignages émouvants d'un esprit brillant qui fut très admiré en son temps. Ces caissons décorés forment une suite de devises, proverbes, citations, jeux, la plupart puisés dans les recueils d'emblèmes de l'époque, toujours écrits en latin. On y reconnait le chiffre d'Henri II associé à celui de Diane de Poitiers et de Catherine de Médicis ; on y voit aussi des scènes mythologiques ou bibliques. On ne trouve ce décor précieux et rare qu'à Bourges à l'Hôtel Lallemant et à Écuillé au château du Plessis-Bourré. L'écrivain alchimiste anonyme Fulcanelli a écrit un long chapitre sur cette galerie dans son livre Les demeures philosophales (titre court), ce qui vaut sa célébrité au château.

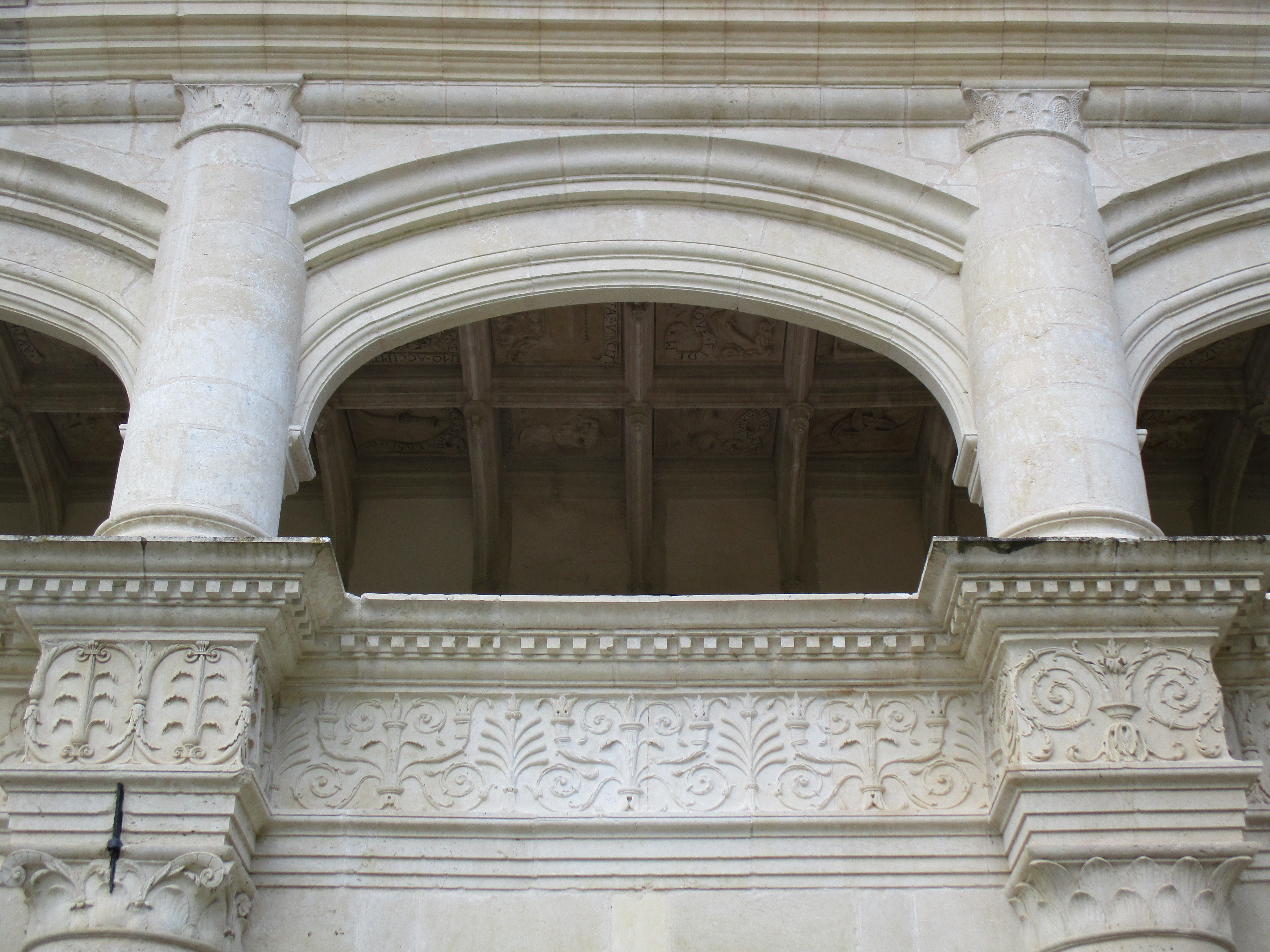
Vue extérieure de la galerie alchimique et vue sur la frise
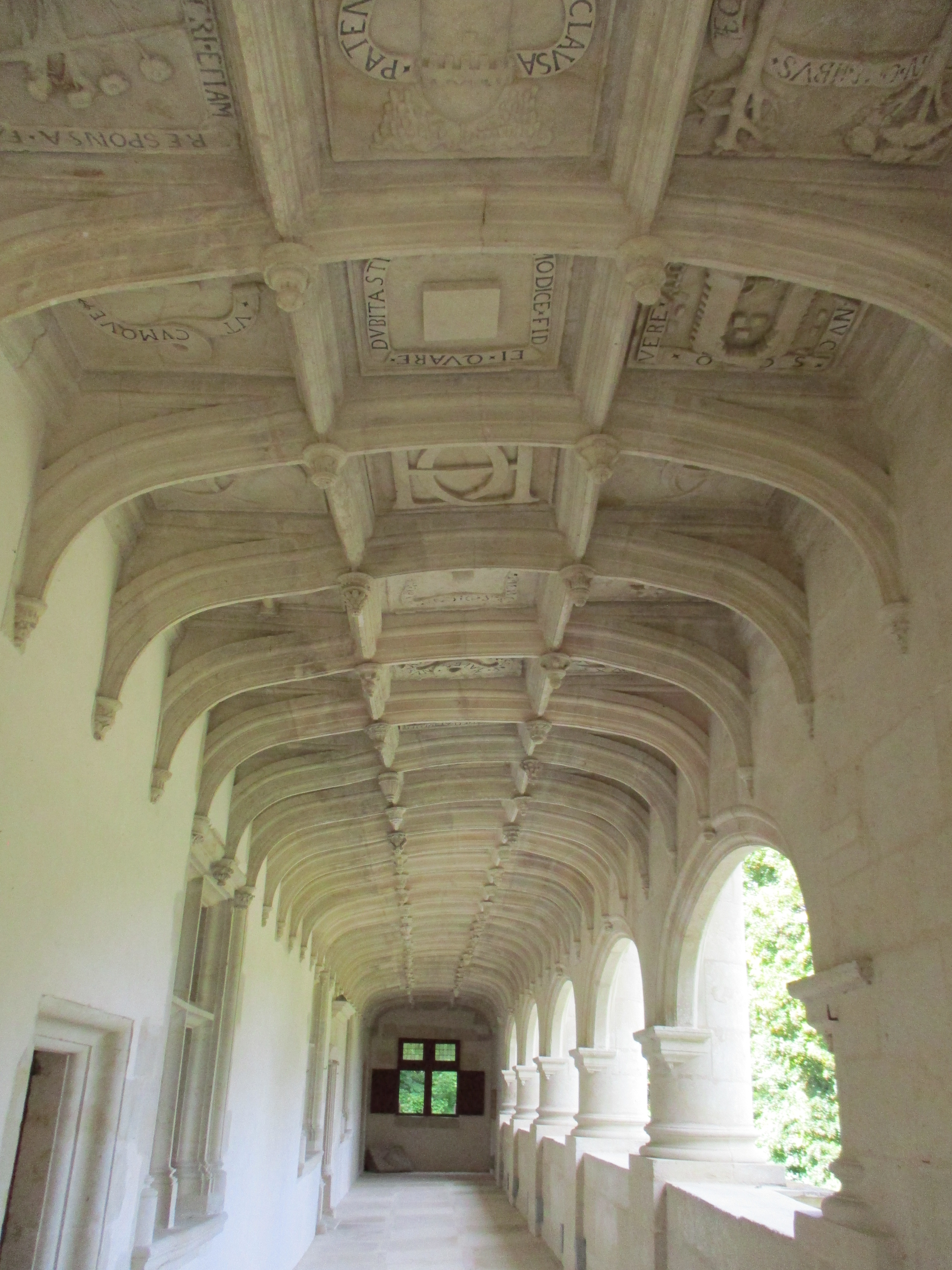
Vue de la galerie alchimique
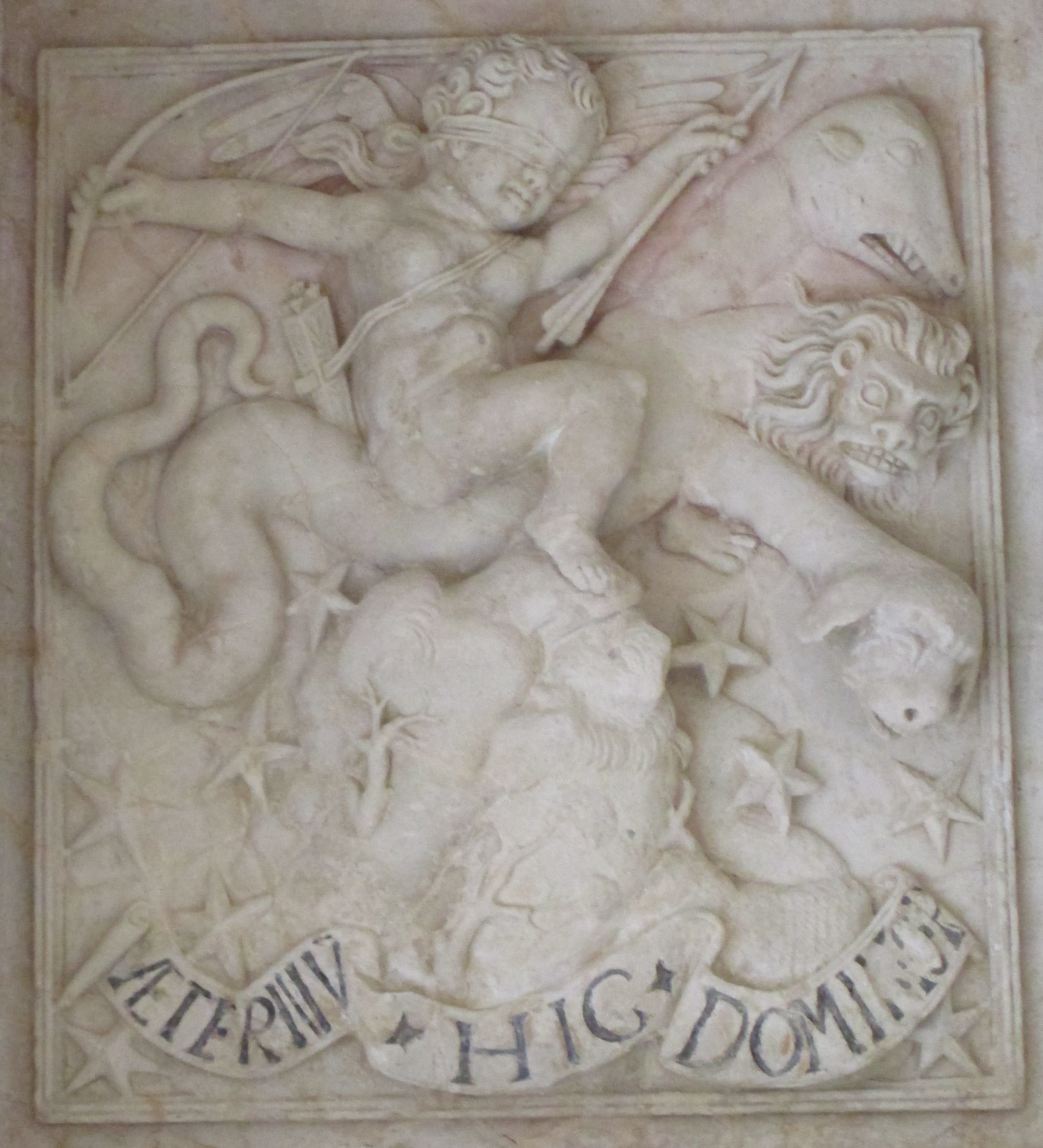
Cupidon chevauchant la chimère
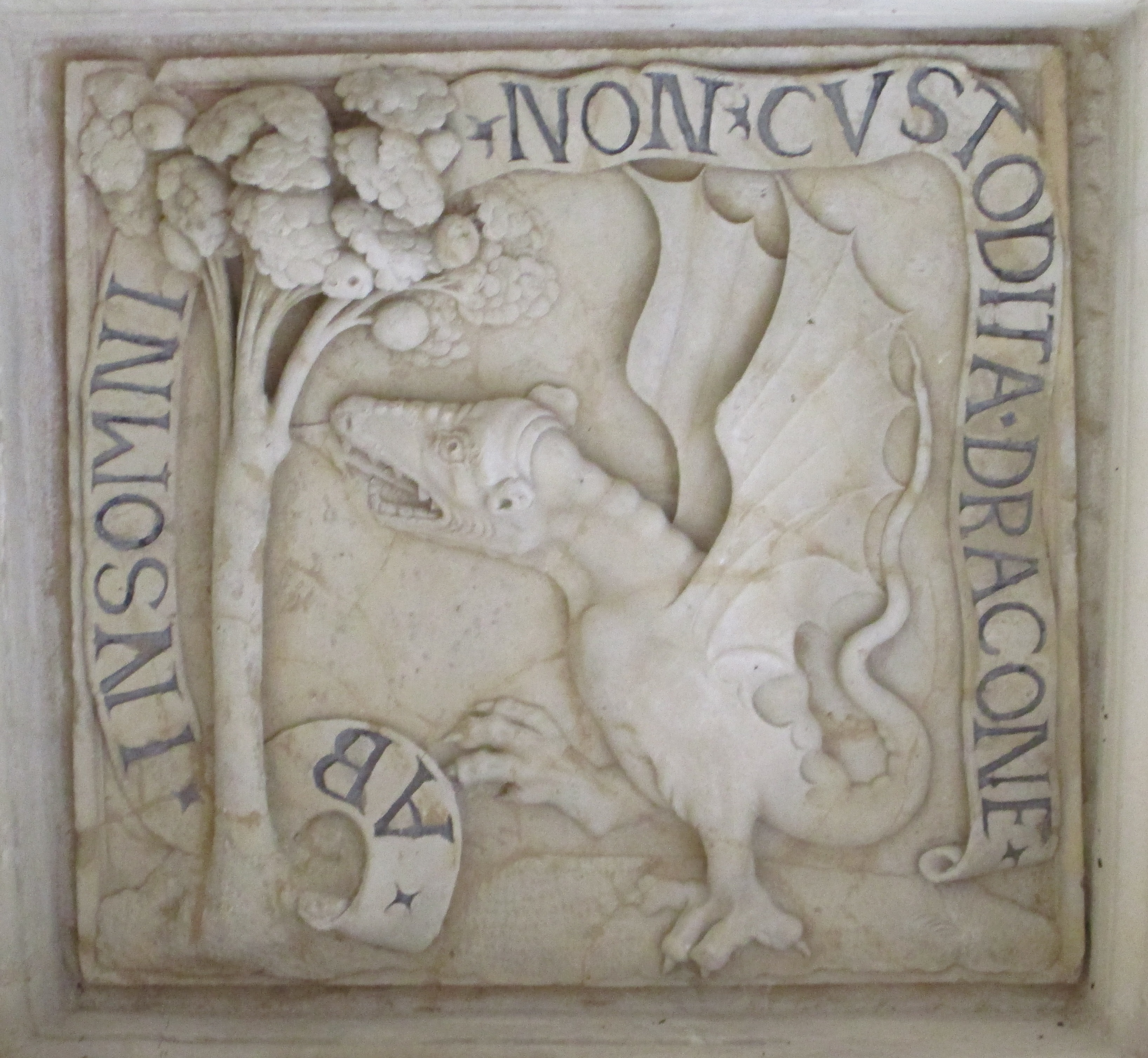
Dragon ailé au jardin des Hespérides
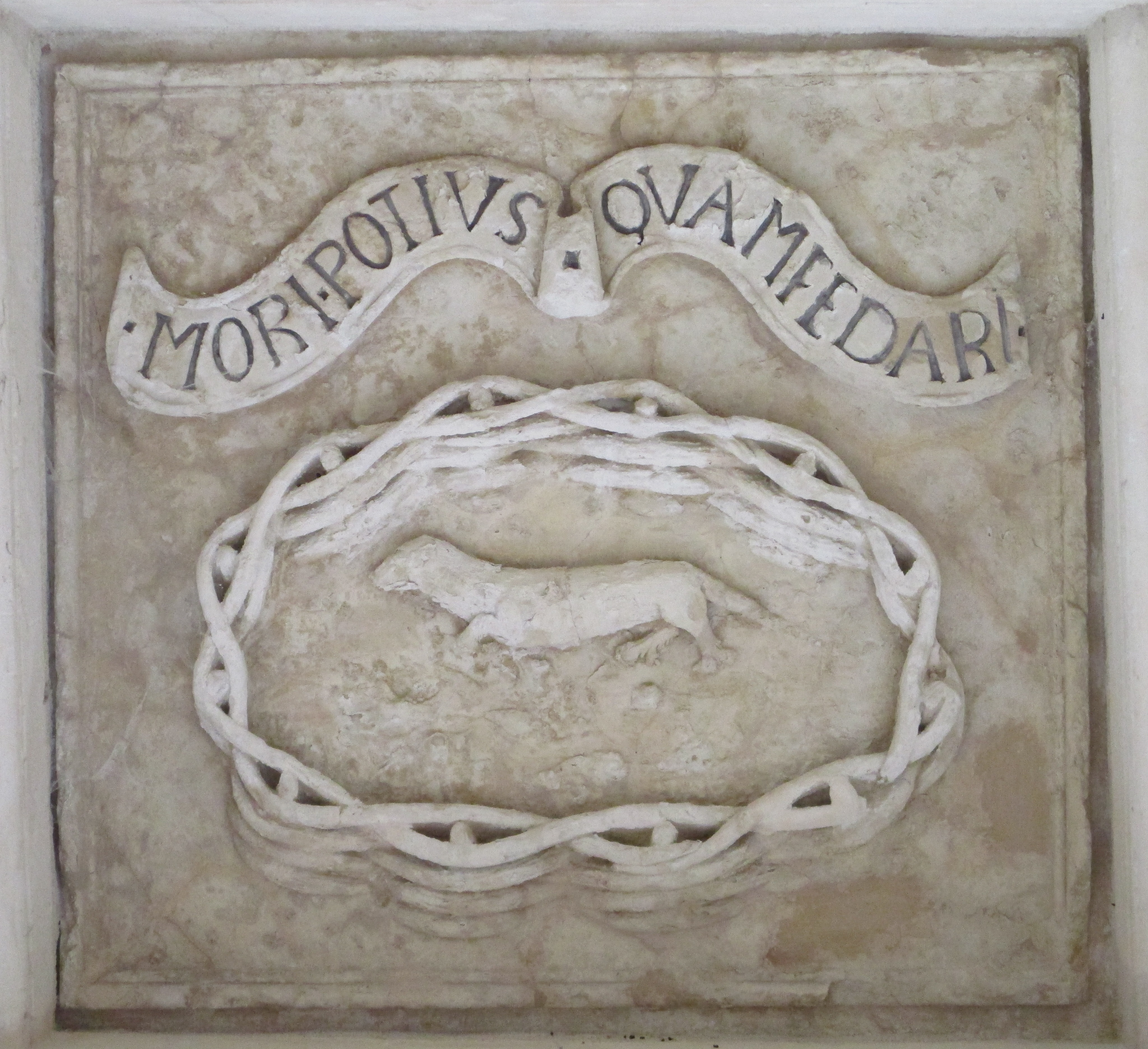
Hermine dans sa palissade tressée
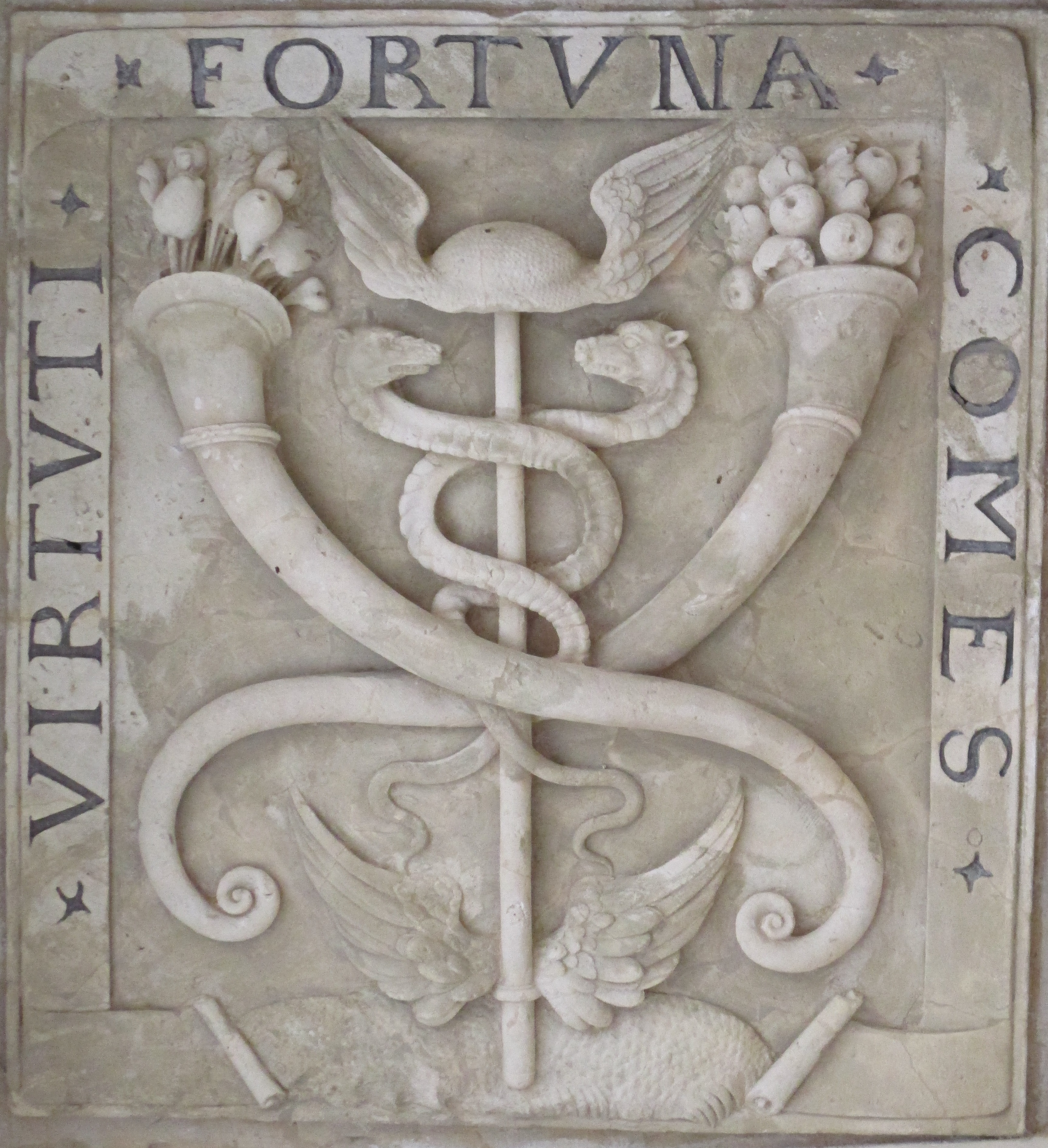
La Fortune accompagne la vertu
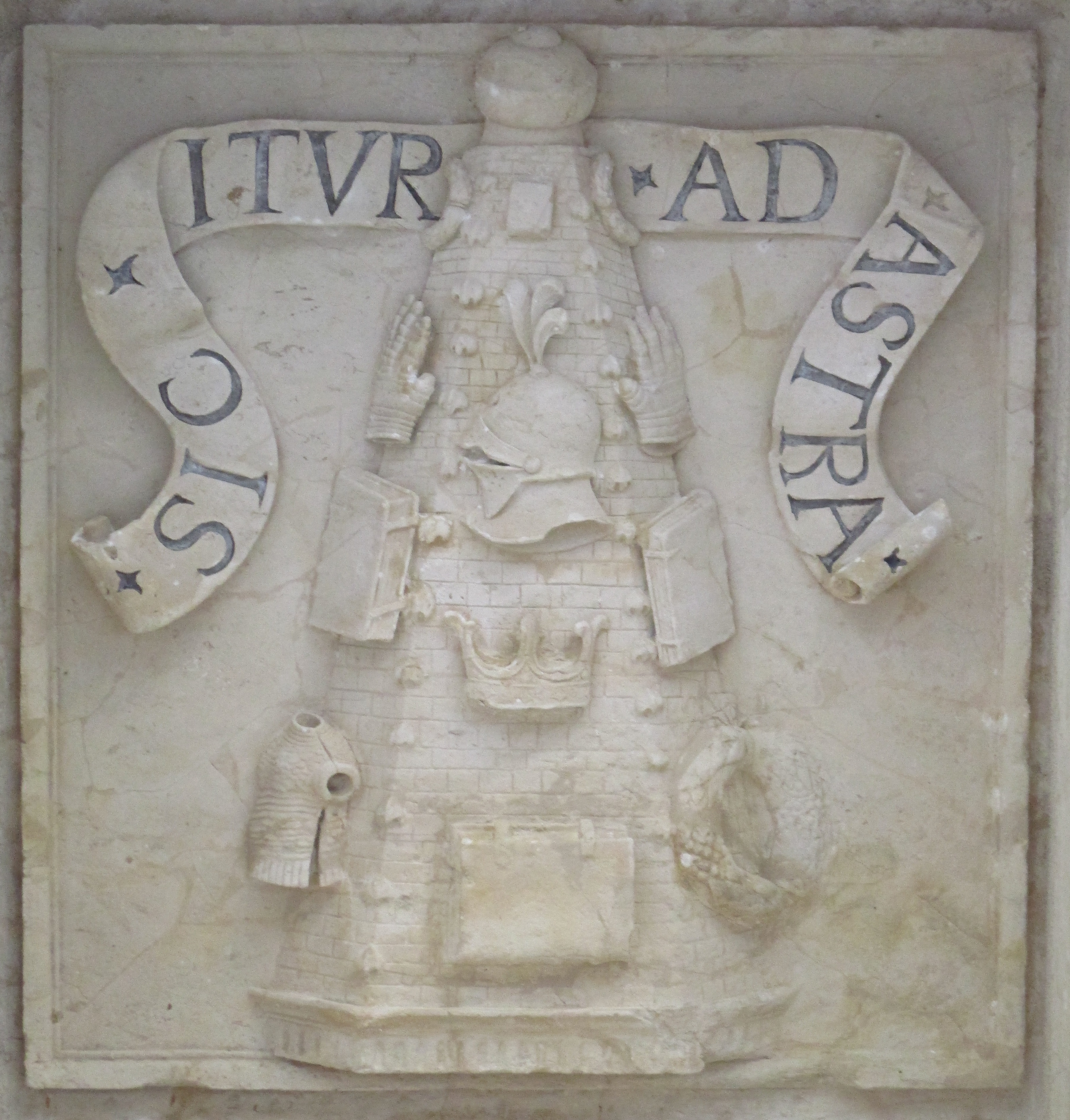
Athanor
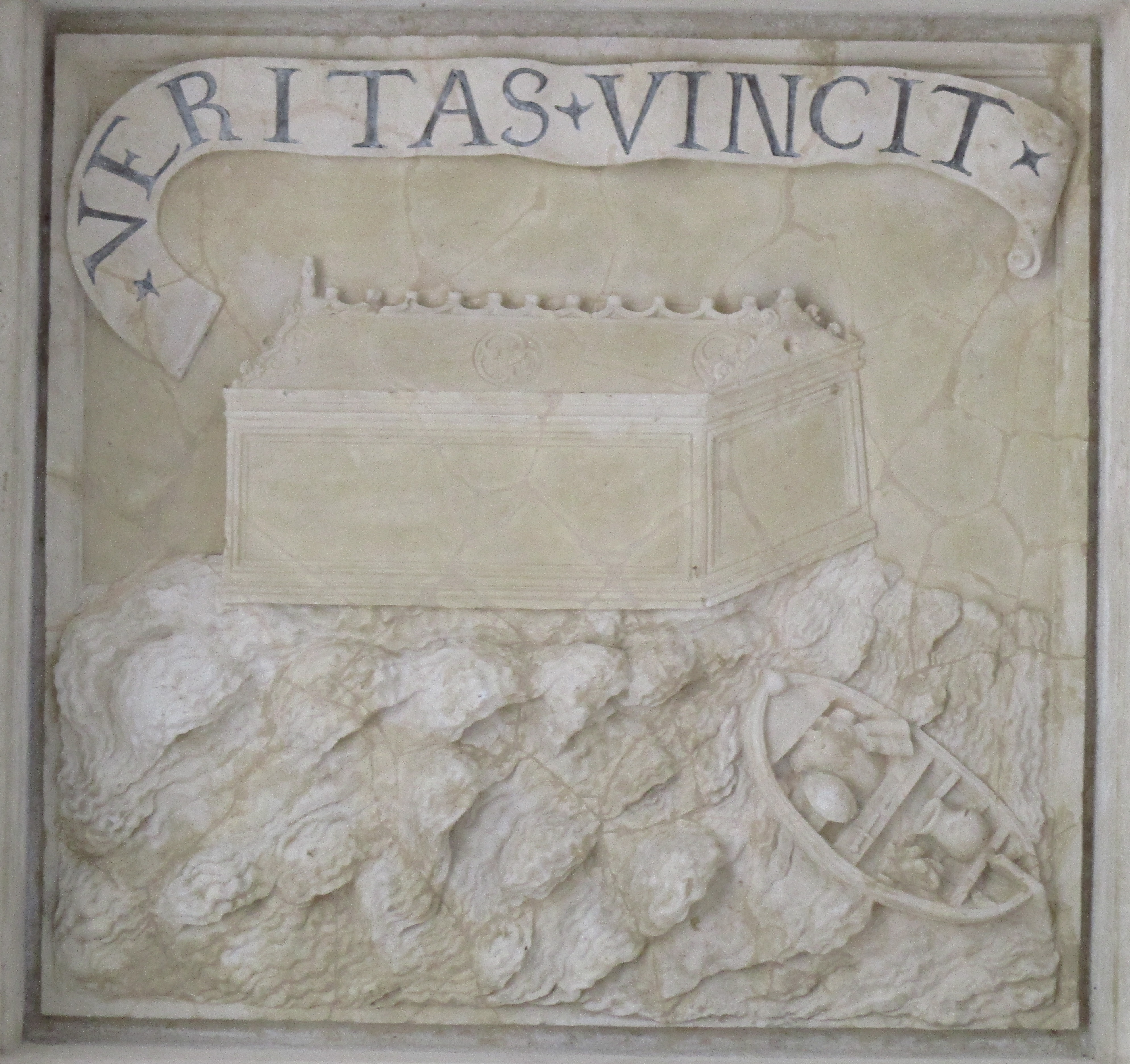
La Vérité triomphe
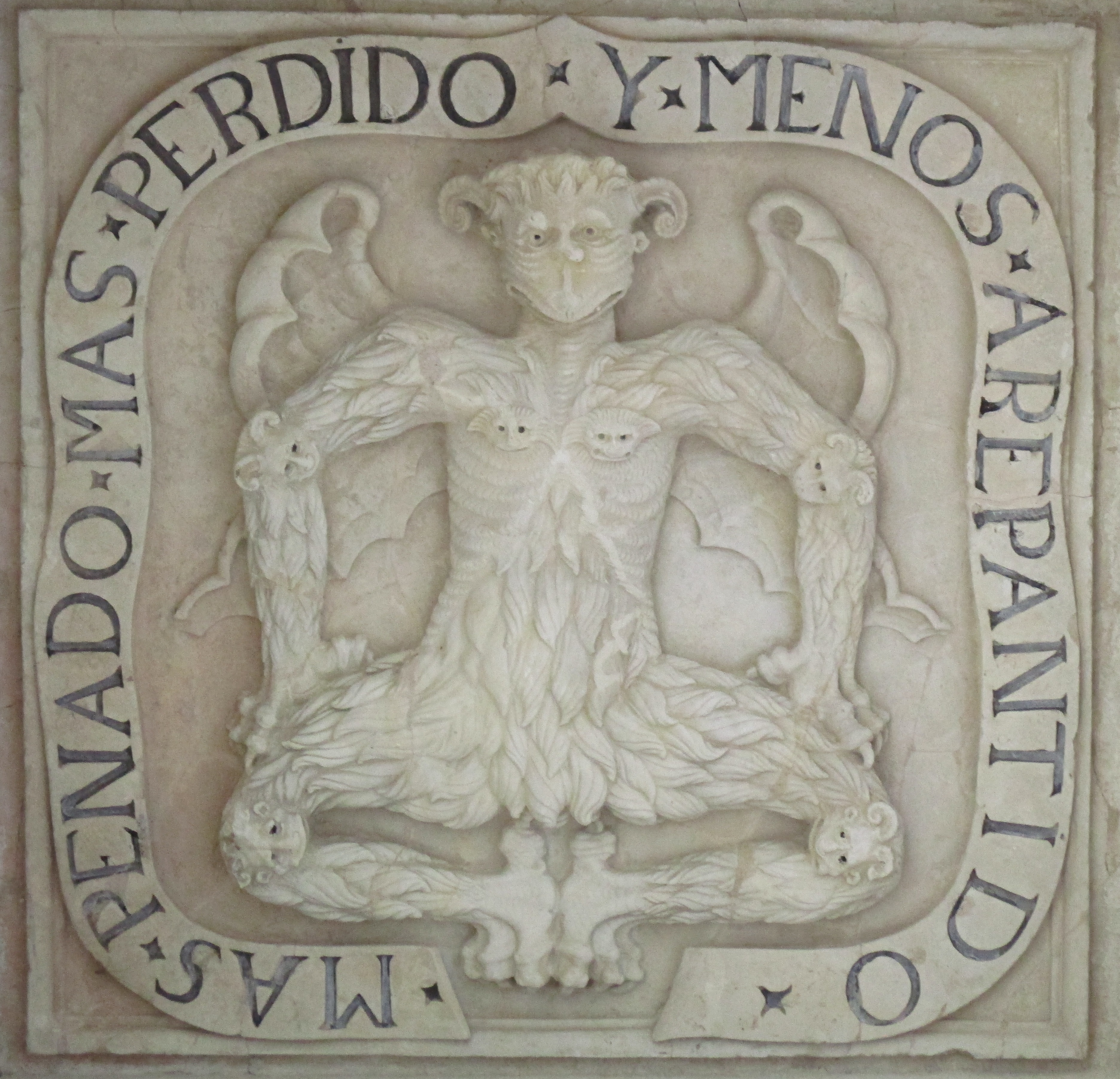
Satan
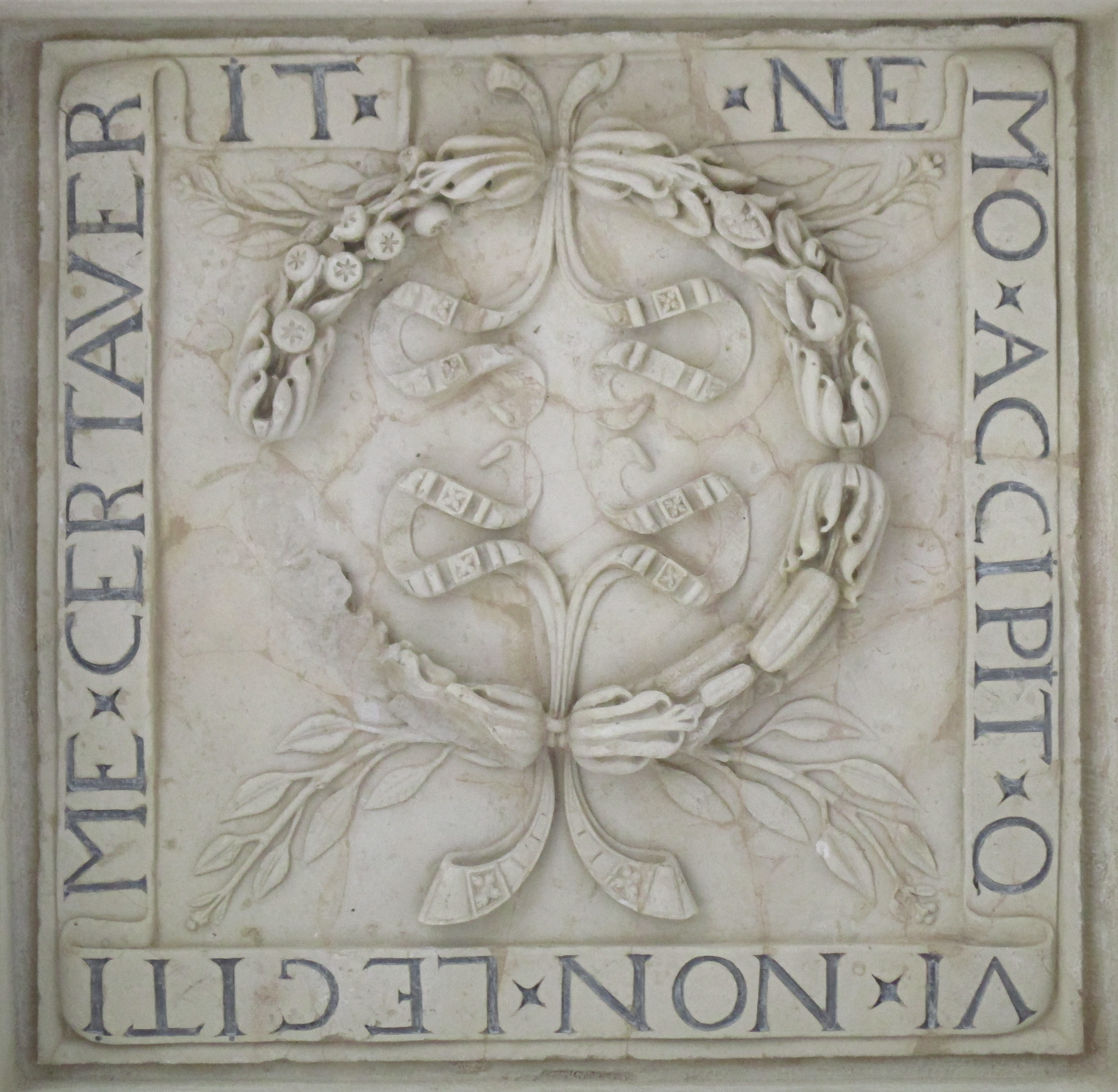
Couronne fructifère du sage
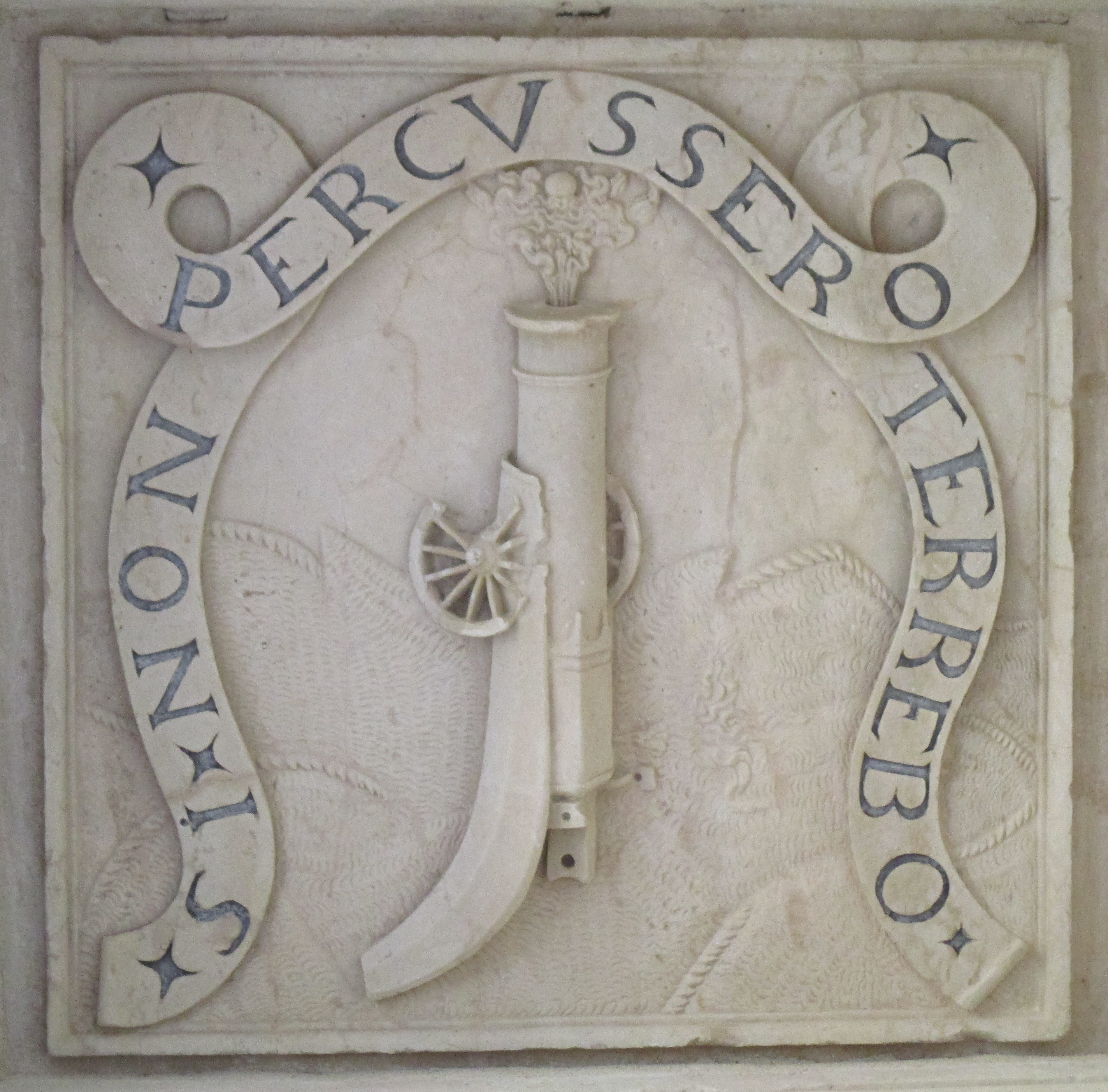
Canon mal réglé
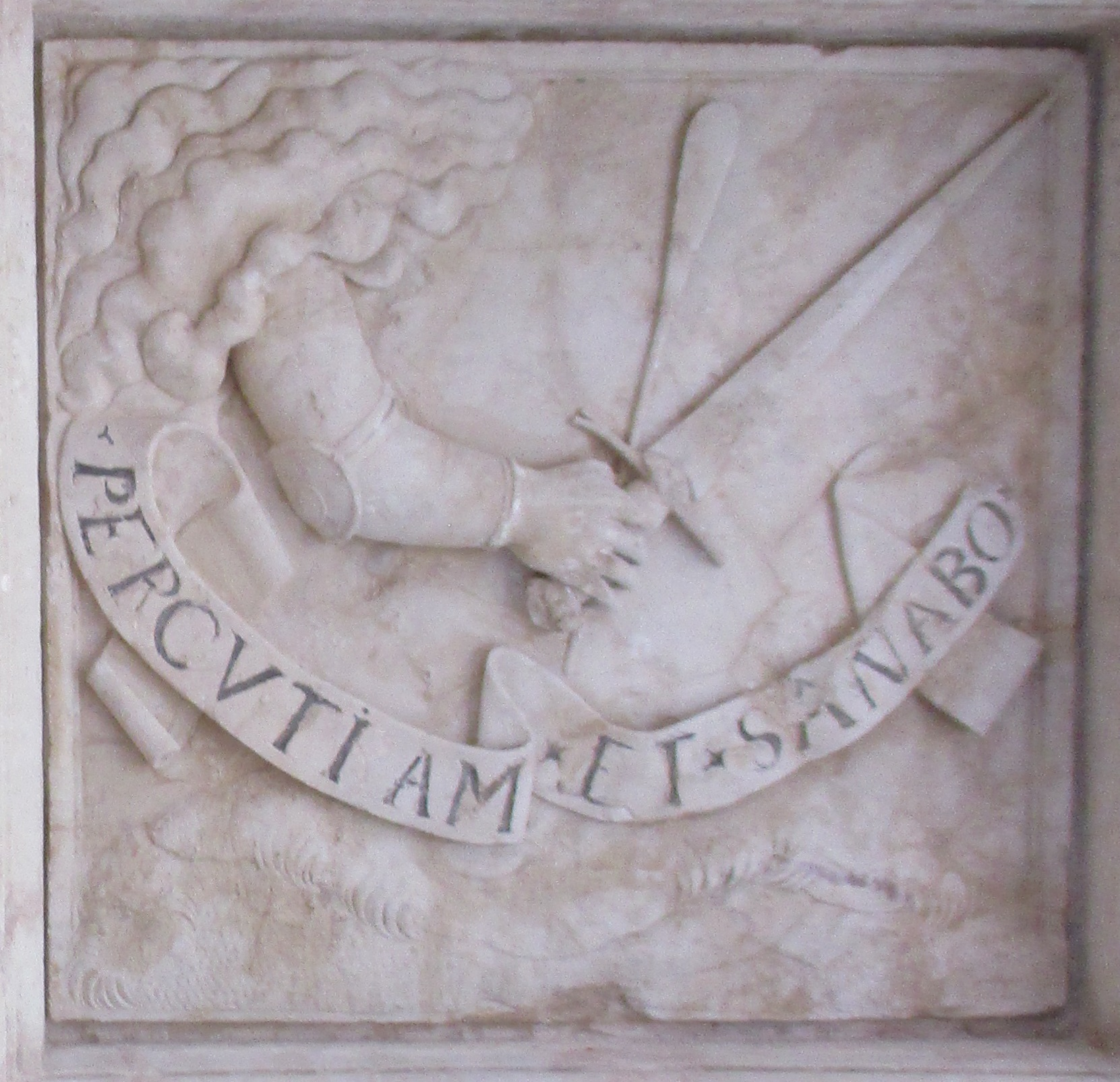
Épée et spatule
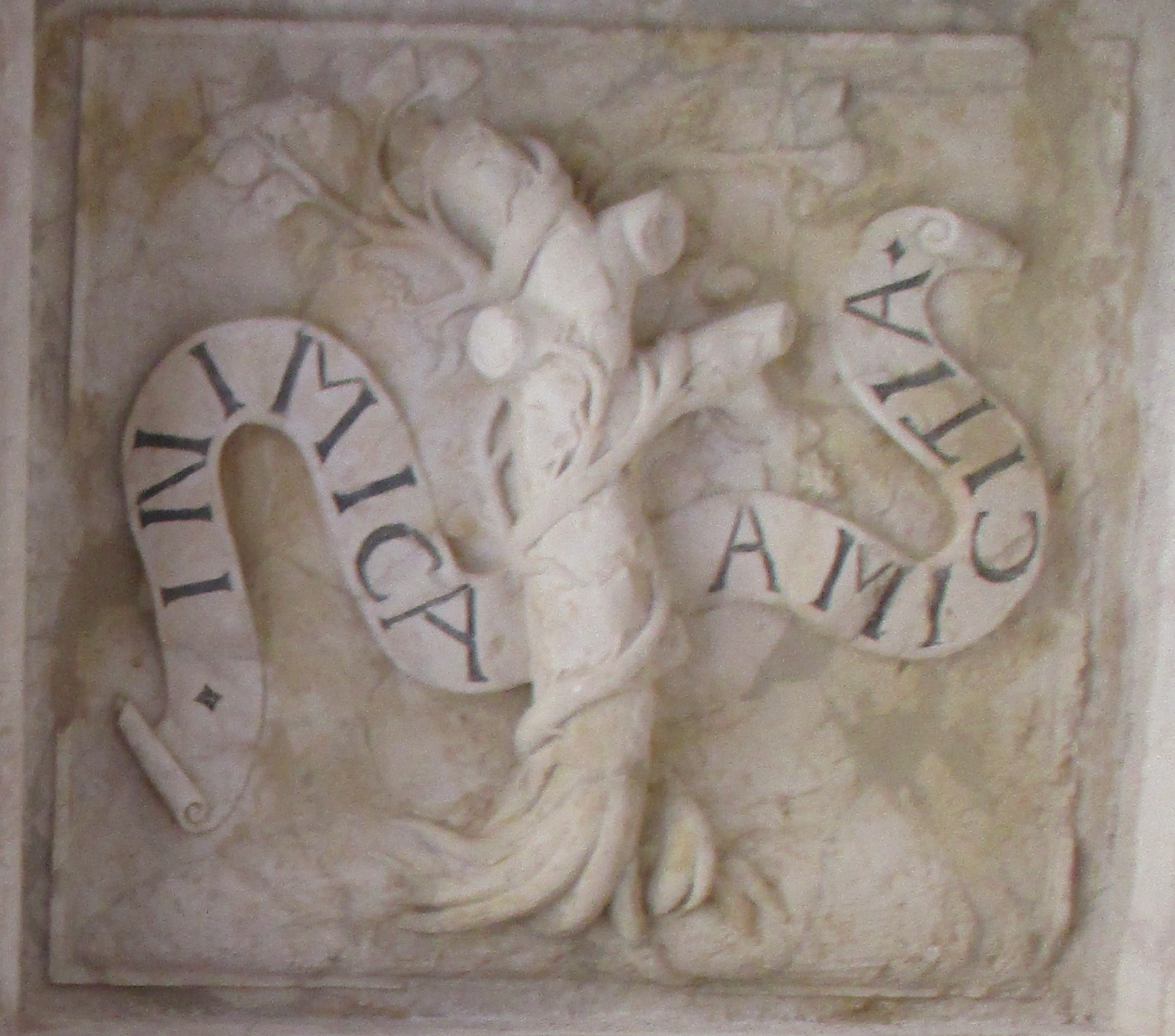
Amitié ennemie, Lierre et Arbre
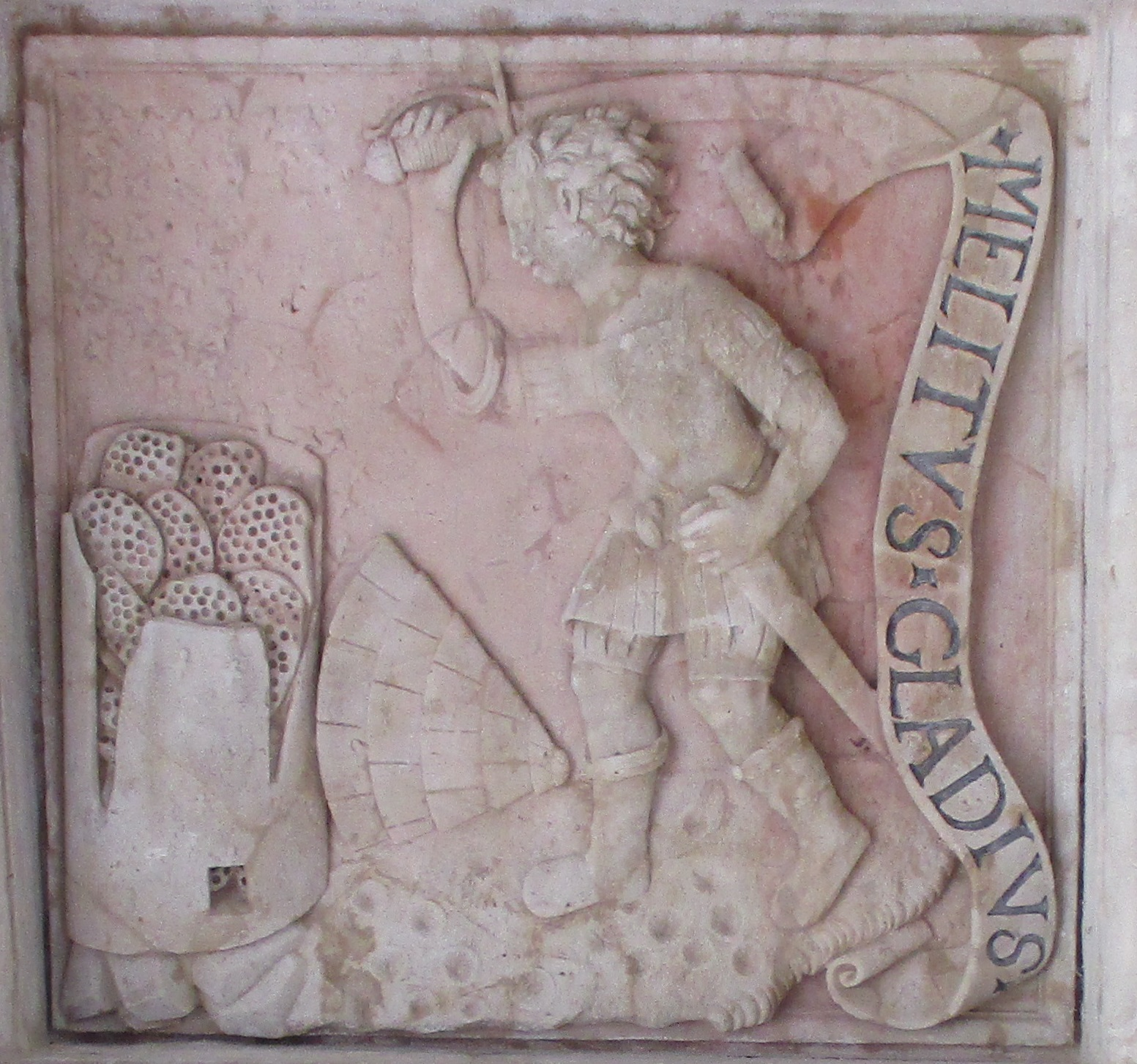
Jeune homme frappant une ruche de son glaive
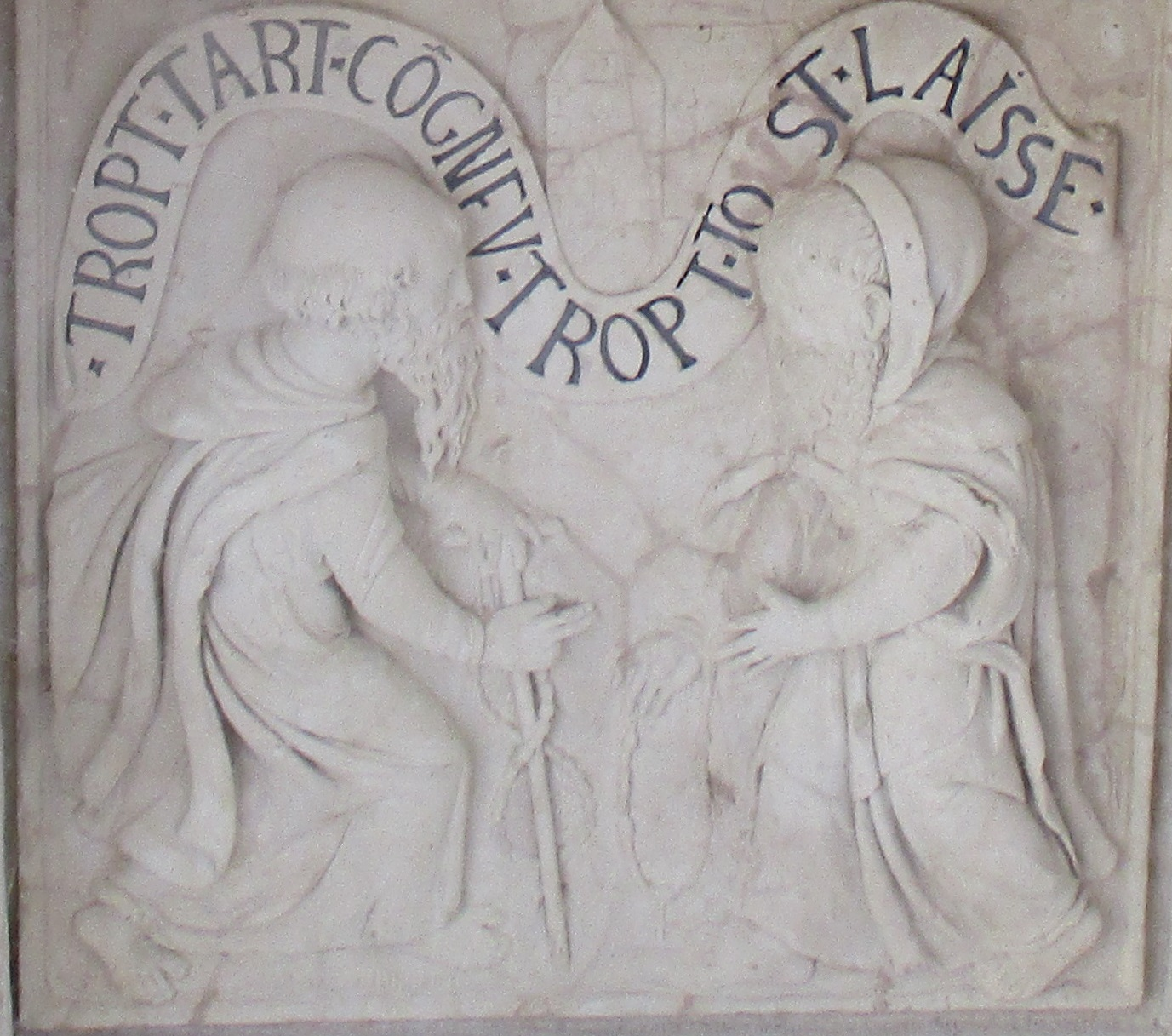
Vieillards symbolisant la connaissance trop tard acquise
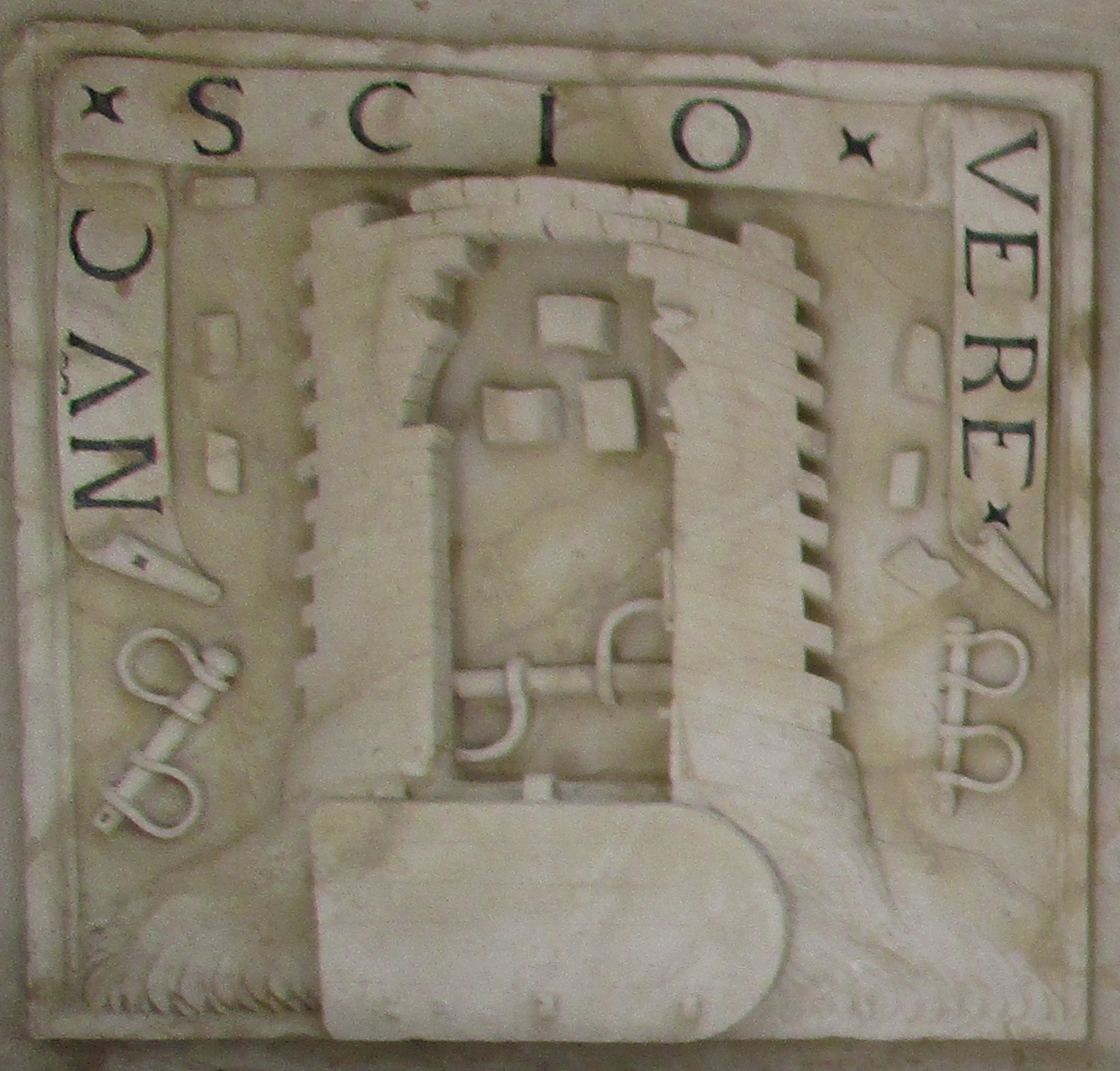
Le Soufre philosophique, l'Elixir et la Pierre philosophale
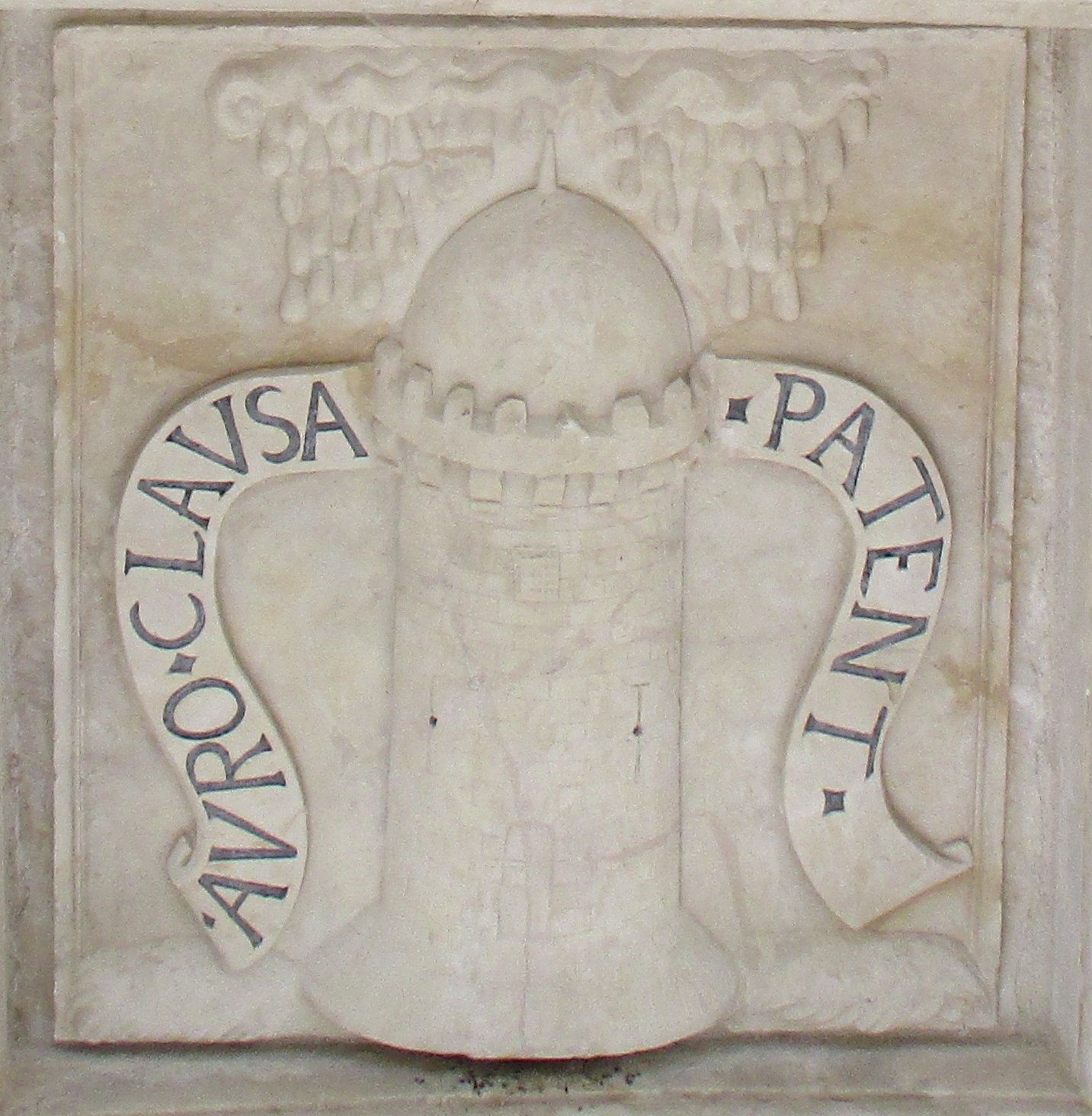
Mythe de Danaë fécondée par Zeus
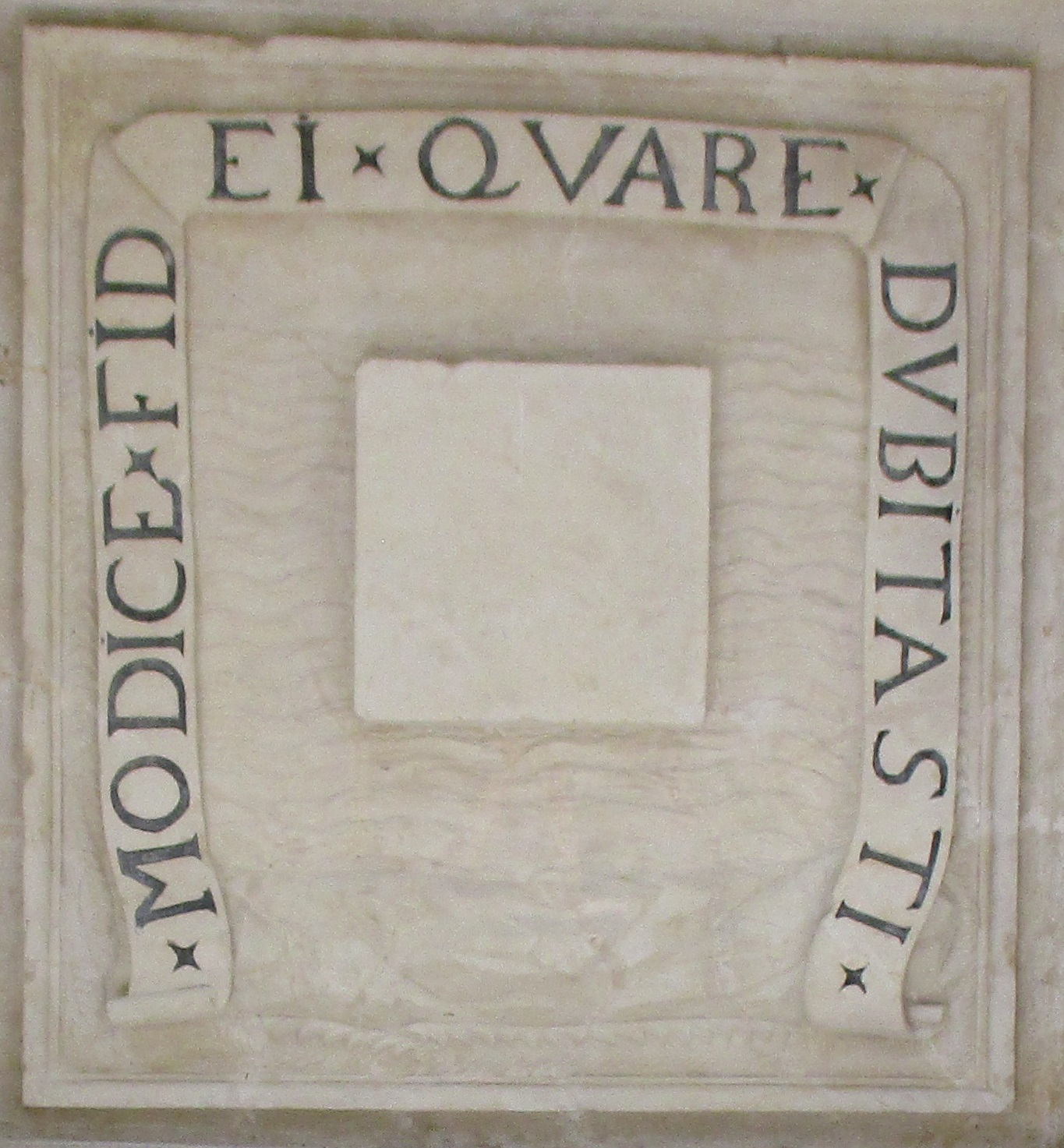
Pierre cubique des anciens Francs-Maçons flottant sur les eaux marines
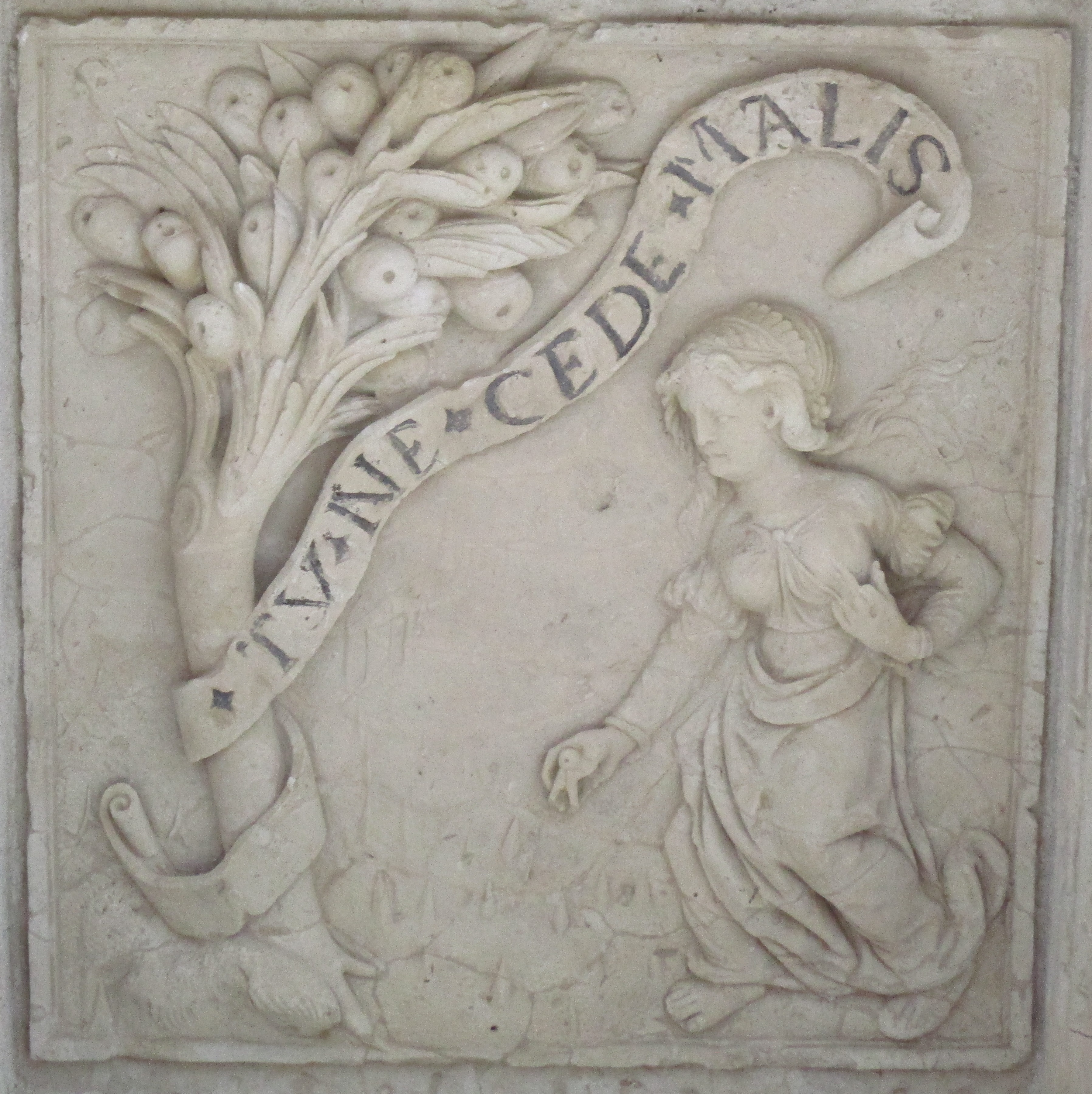
"Ne te laisse pas abattre par l'adversité"
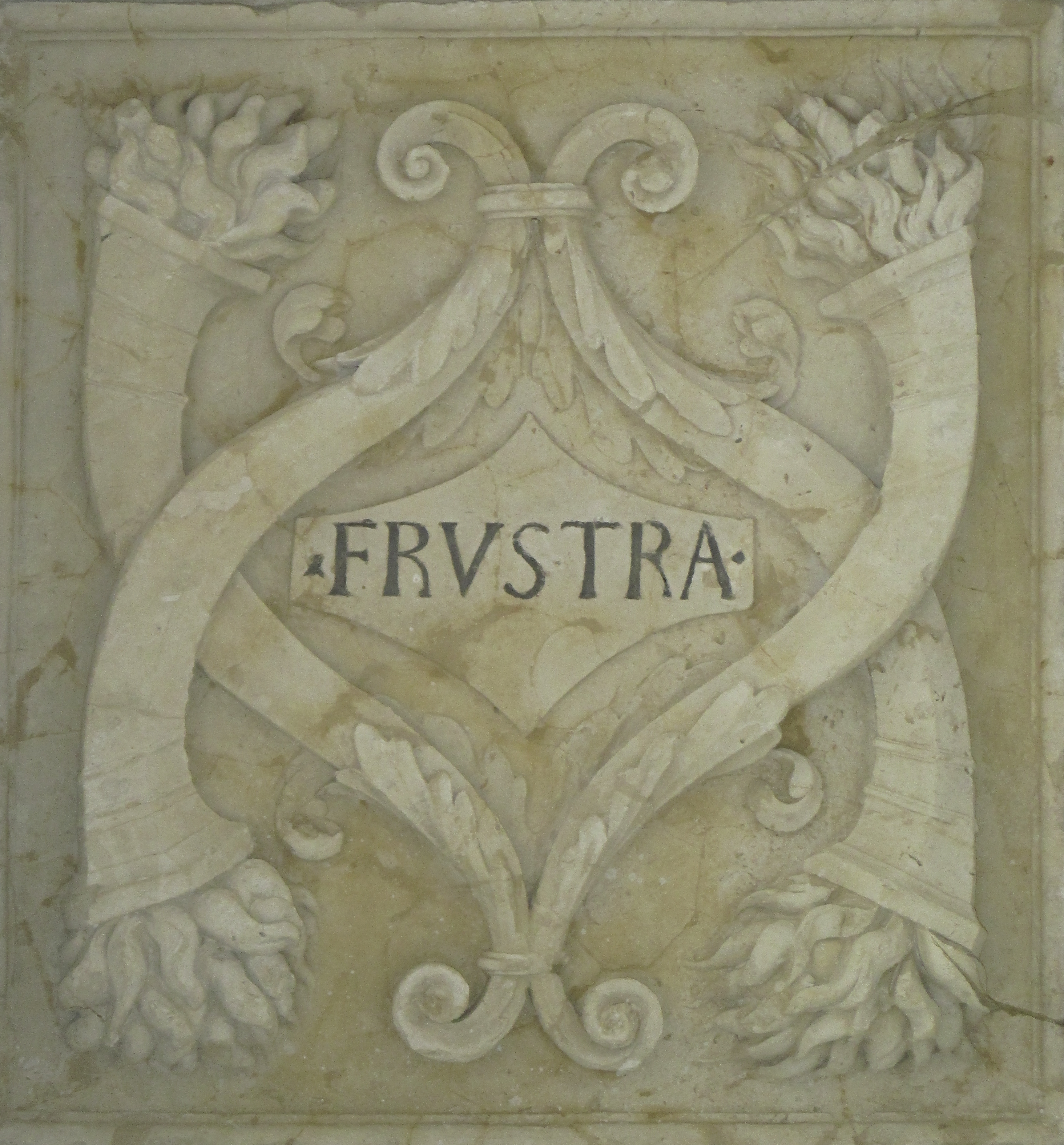
"En vain"
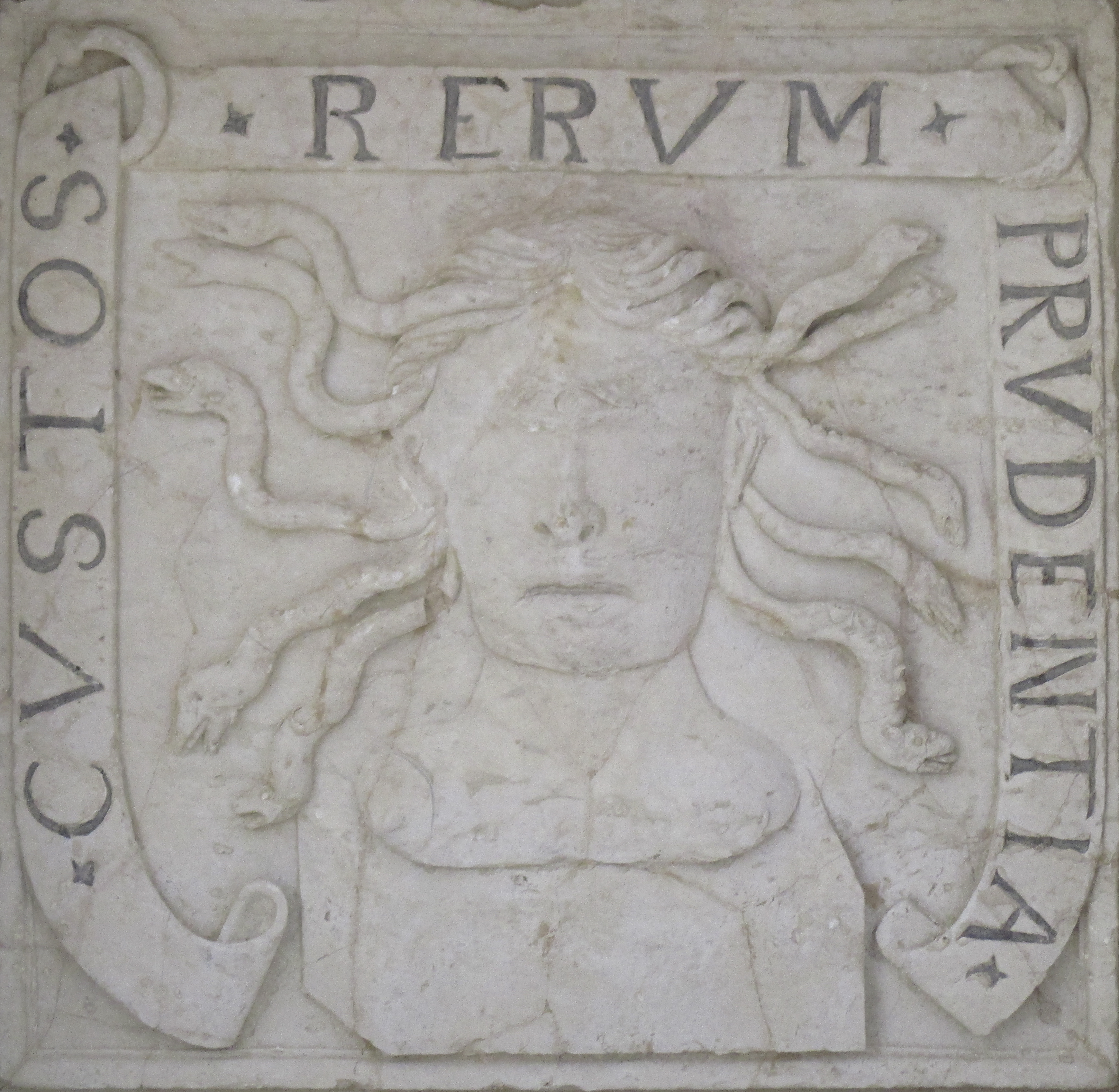
"La Prudence est la gardienne des choses"
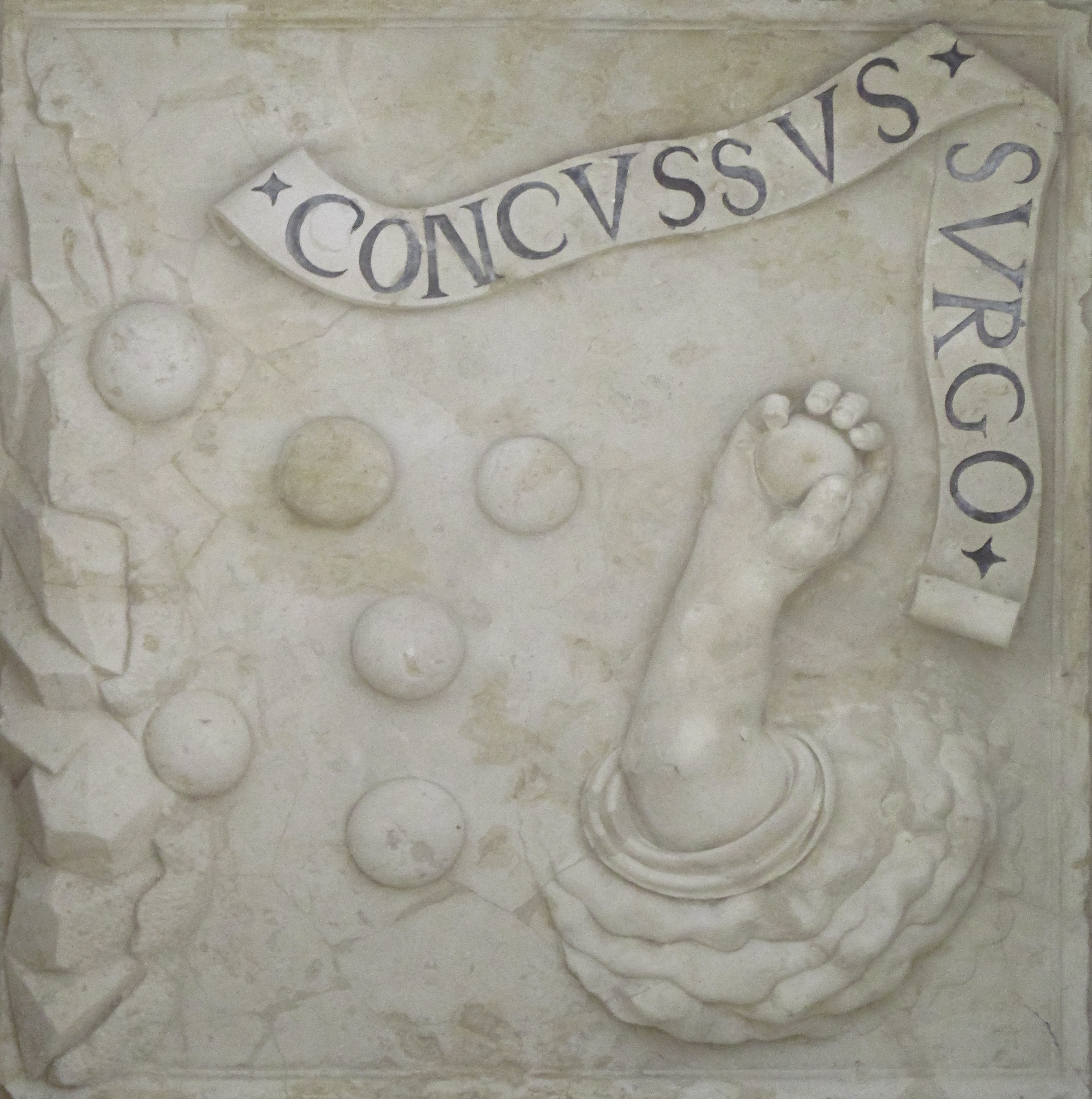
"Frappe, je rebondis"
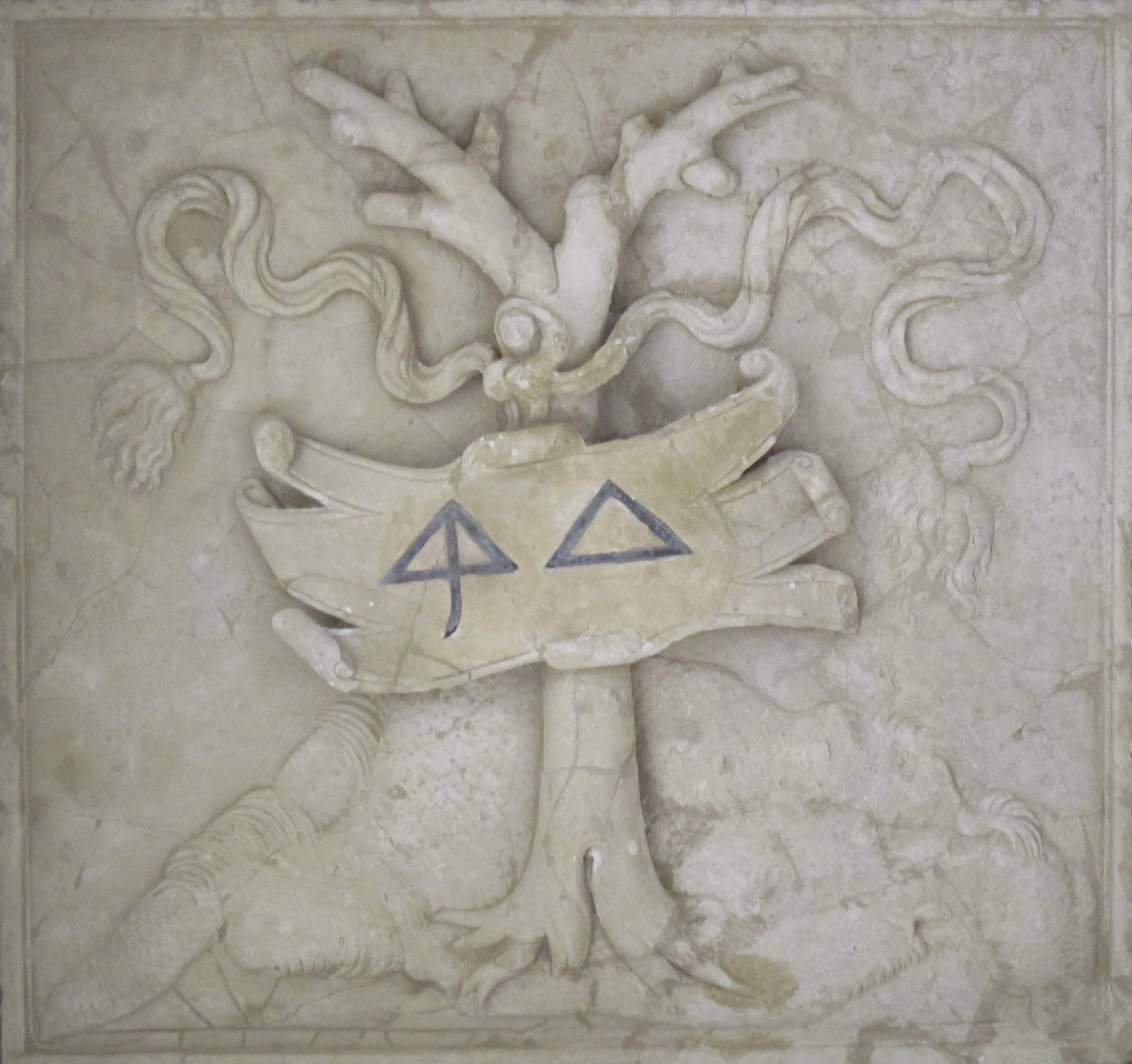
"Feu et Soufre"

## Jardin de Diktynna et écopiste de Merlin
Le nom de Diktynna, choisi pour le jardin comme énigme symbolique dans l'esprit des salons précieux de la Renaissance Française était le pseudonyme de la Duchesse de Retz en son hôtel de Dampierre à Paris. L'Hôtel de Retz accueillait tout ce qui comptait dans les lettres françaises dont les poètes de la Pléiade. Les femmes les plus remarquables par l'esprit et la beauté ont fréquenté le salon vert. Diktynna vient de l'histoire de deux déesses, filles de Zeus : Artémis sauve sa compagne Britomartis en la recueillant dans un filet quand elle se jette dans la mer pour échapper aux assiduités du roi Minos ; elle renait sous le nom de déesse au filet : Diktynna (du grec diktys ou filet, synonyme de Retz (rais ou rets). Ces deux déesses cachent ensuite dans un bosquet sacré leur complicité de vierges chasseresses.
Une estampe du topographe Claude Chastillon (XVIIe siècle) montre le château entouré de vastes jardins, bordés de viviers alimentés par les eaux de la Boutonne.
Ces jardins ont été recréés dans l'esprit Renaissance par Jean-Louis et Marine Hédelin  en référence aux décors de la galerie. Ils constituent  une réinterprétation de 28 des 93 caissons. Ils se présentent comme un ensemble "mythologique et alchimique" de trois parcours initiatiques et un labyrinthe avec gloriettes, charmilles, buis, sculptures.

Dans la peupleraie, située sur une grande motte insulaire entourée par les bras de la rivière Boutonne, prend place un autre labyrinthe, plus sauvage, jalonné de jeux, de symboles et des œuvres (Dragon, épée d'Exalibur…) ainsi que des girouettes-oriflammes de l'artiste François Lavrat issues des thèmes du cycle Arthurien mettant Dampierre en relation avec son passé médiéval.

## Visites
Les intérieurs meublés (cheminées monumentales, tableaux de maitres, sculptures, tapisseries, collections de céramiques ...) sont accessibles en visite libre ou en visite guidée (mercredis, week-ends et jours fériés). Le grand comble du château et son impressionnante charpente accueille régulièrement des spectacles, événements et expositions. Dans l'escalier des Valois se trouvent les portulans artistiques de Ghislaine Escande (et ses œuvres réalisées à partir des livres brûlés de la bibliothèque). La tour sud accueille un espace dédié â Salvador Dali qui séjourna (dit-on) au château. Tout au somment, un cabinet des merveilles témoigne de la curiosité et de la passion pour la nature des humanistes de la Renaissance. Plus de photos : https://www.flickr.com/photos/97758145@N08/sets/72157680632217230

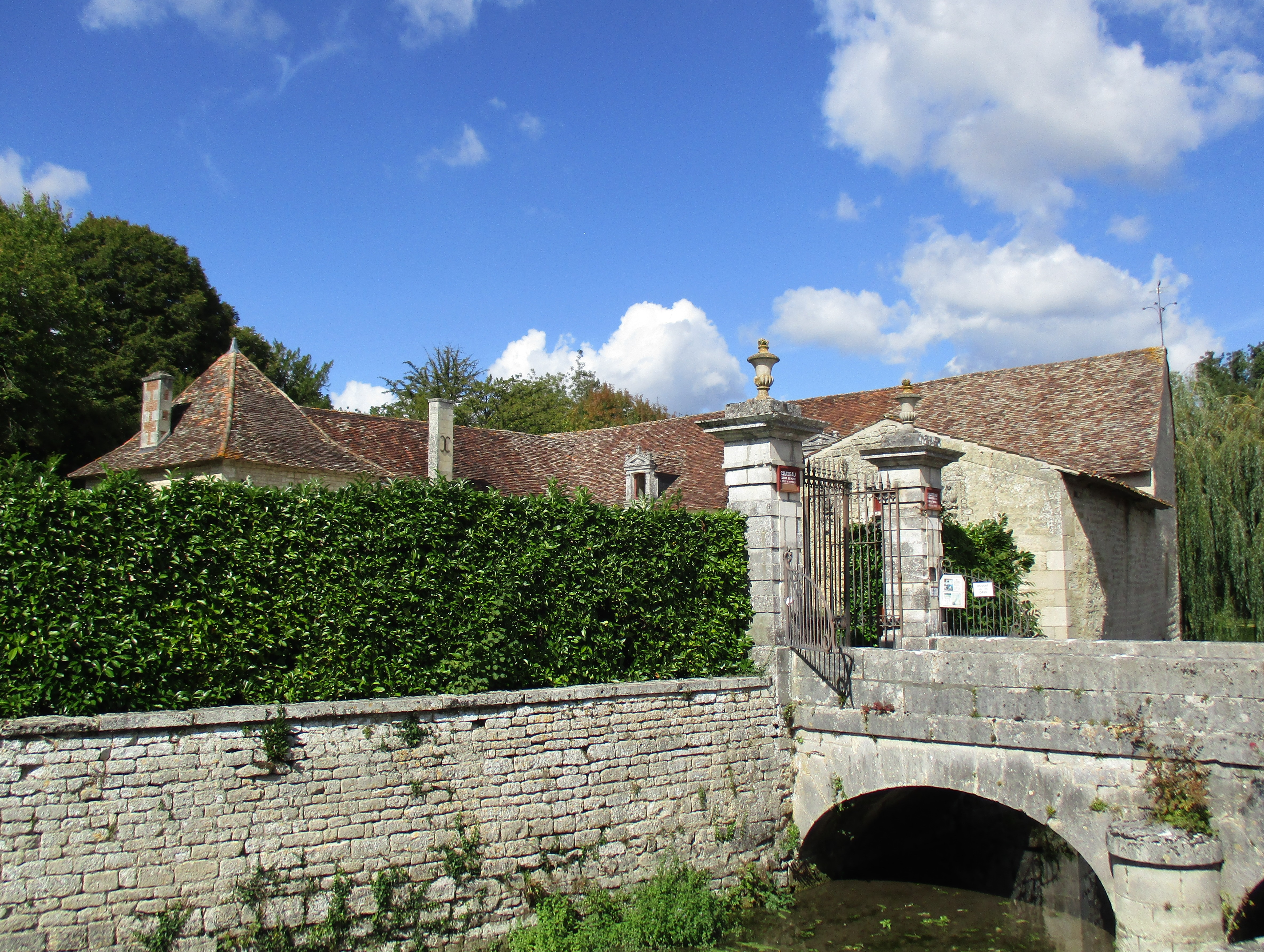
Entrée du château, pont sur la Boutonne
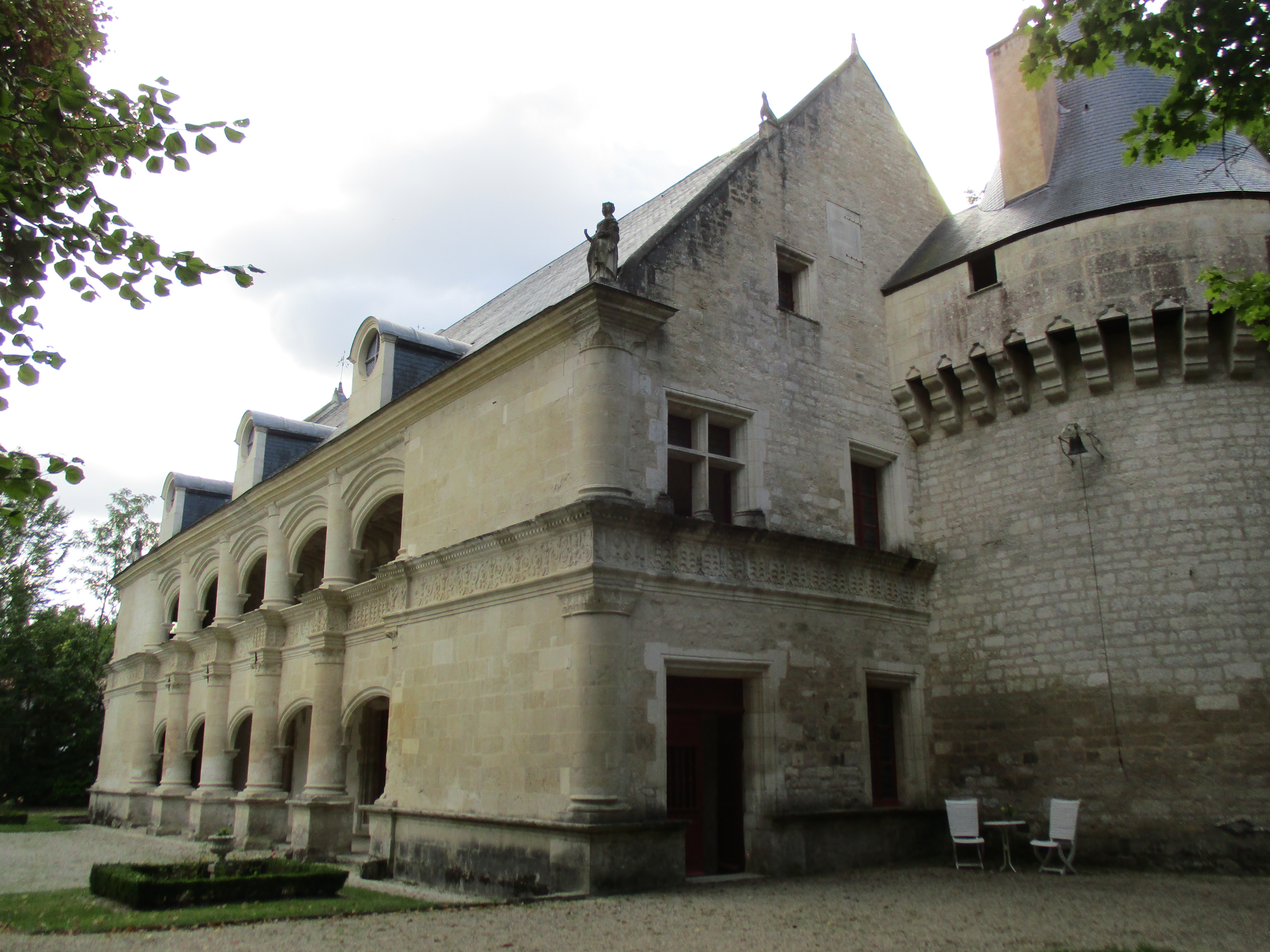
Vue latérale de la façade
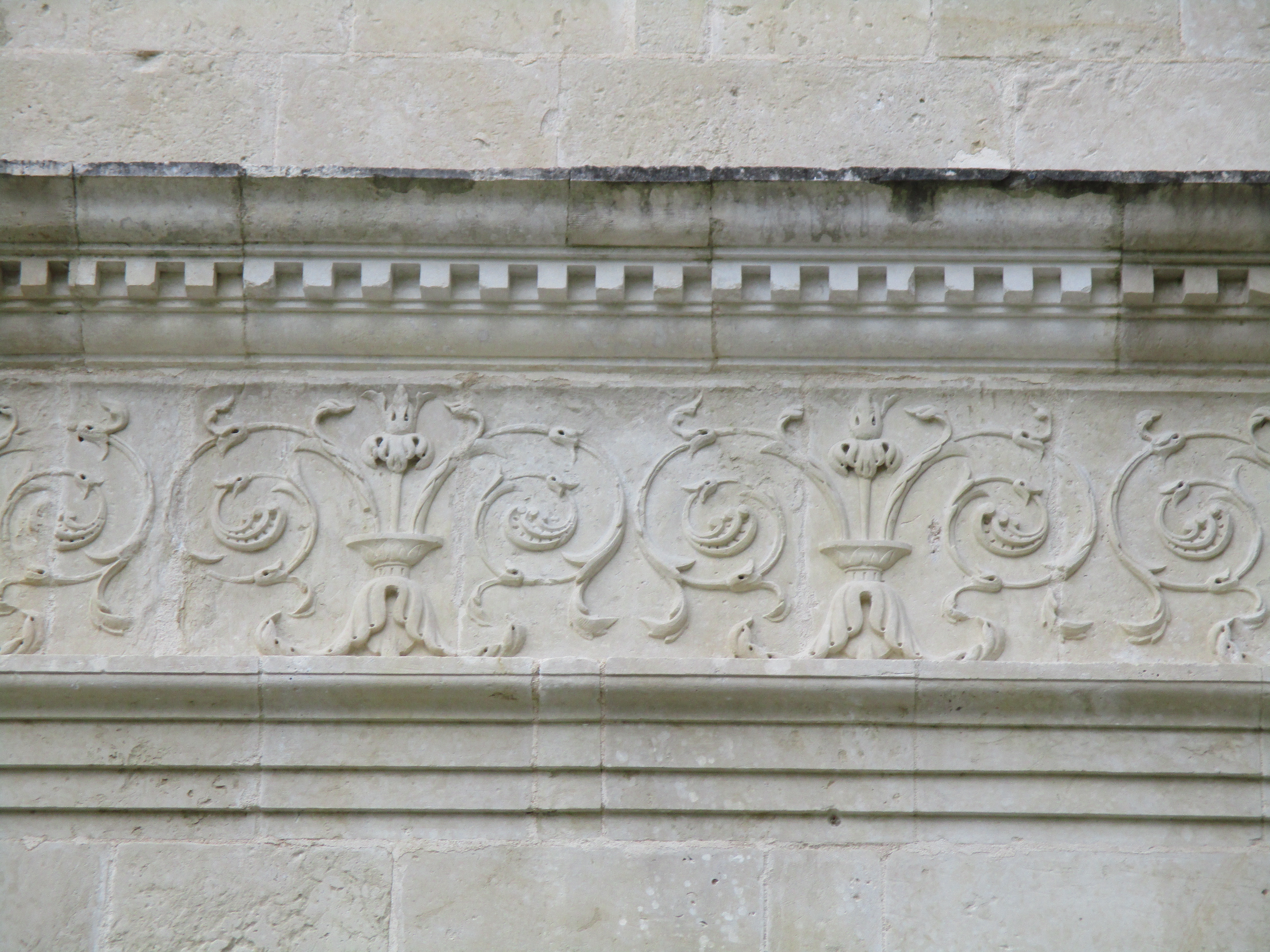
Vue sur les motifs de la frise extérieure
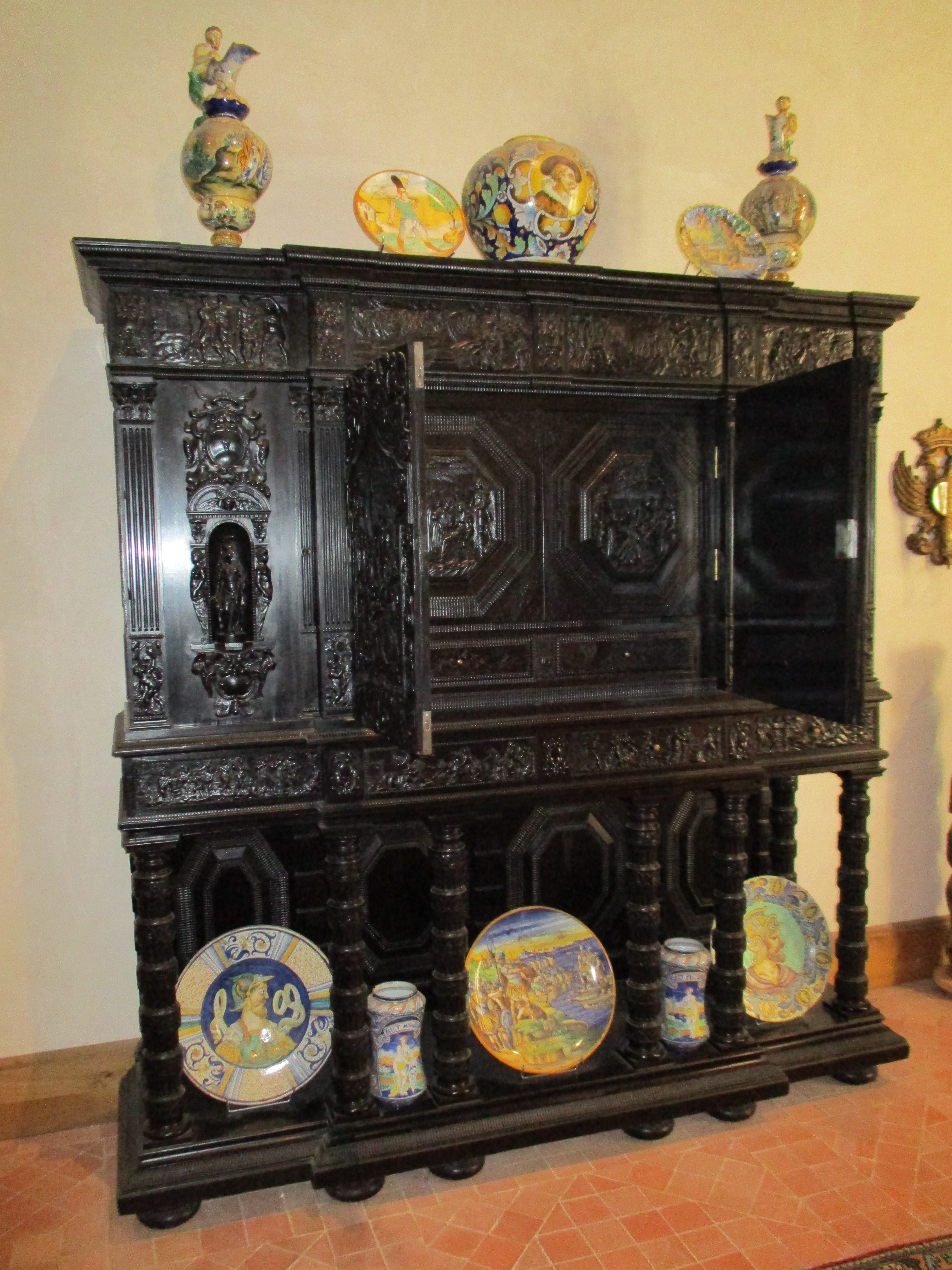
Cabinet d'ébène du XVIIe siècle

## Sources
Brochure Le Jardin Renaissance de Diktynna